# Внешняя политика России

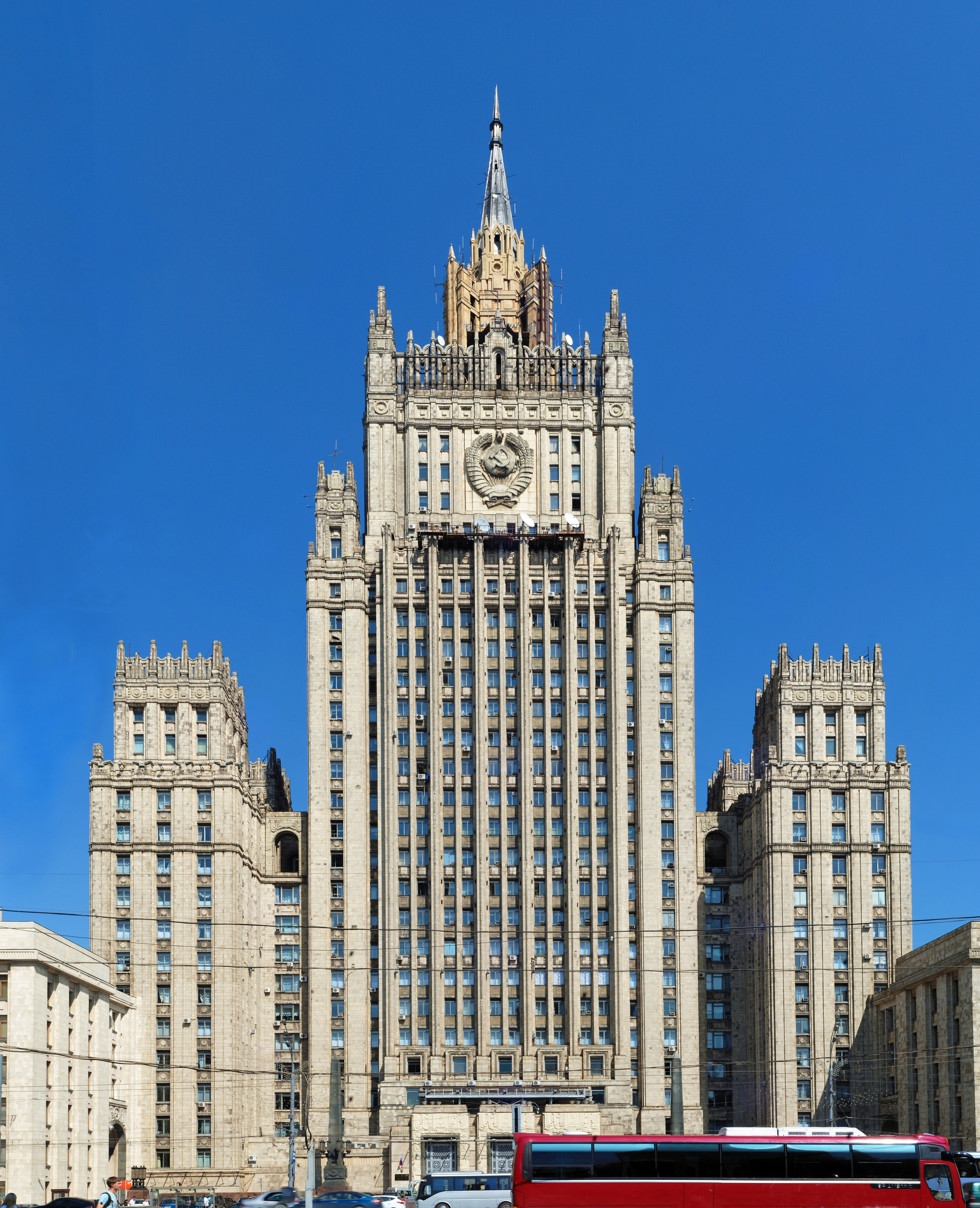
Министерство иностранных дел Российской Федерации

Вне́шняя поли́тика Росси́и — взаимоотношения России с другими странами и международными организациями. Определяется президентом России и осуществляется министерством иностранных дел.
Россия — один из ключевых участников международных отношений. В качестве одного из пяти постоянных членов Совета Безопасности ООН Россия наравне с остальными постоянными членами Совета Безопасности ООН несёт особую ответственность за поддержание международного мира и безопасности. Россия также входит в «Большую двадцатку» экономически развитых государств, ранее входила в «Большую восьмёрку» (с 2014 года формат приостановлен, сменившись «Большой семёркой», не включающей Россию), является членом многих других международных организаций, включая ОБСЕ. Особое место занимают организации, созданные на пространстве бывшего СССР в основном при ведущей роли России: СНГ, ЕАЭС, ОДКБ, ШОС.
Россия вместе с Белоруссией составляют Союзное государство России и Белоруссии.
«По состоянию на 2 апреля 2024 года Российская Федерация имеет дипломатические отношения со 191 государством. Работа по установлению дипломатических отношений с Соломоновыми Островами приостановлена».
В настоящее время Россия поддерживает дипломатические отношения со 187 государствами — членами ООН, а также с наблюдателями при ООН:
- Святой Престол — субъект, в статусе persona sui generis, владеющий собственной вспомогательной суверенной территорией:
- Ватикан;
- Мальтийский орден;
- Государство Палестина.

и частично признанными государствами:
- Республика Абхазия;
- Южная Осетия.

Из государств — членов ООН Россия не устанавливала дипломатических отношений со следующими государствами:
- Бутан;
- Соломоновы Острова.

Из государств — членов ООН Россия не поддерживает дипломатические отношения со следующими государствами:
- Грузия (2 сентября 2008 года),
- Украина (24 февраля 2022 года),
- Федеративные Штаты Микронезии (25 февраля 2022 года).

Международное сообщество признало Россию государством-продолжателем СССР. Это означает, что, с международно-правовой точки зрения, Россия и СССР — одно и то же государство (в отличие от понятия «правопреемник», подразумевающего перенос правовых обязательств с одного государства на другое). Благодаря этому Россия продолжила осуществление всех международных прав и выполнение международных обязательств СССР. Среди них особенно важны статус постоянного члена Совета Безопасности ООН, членство в других международных организациях, права и обязательства по международным договорам, имуществу и долгам перед другими государствами.

## Внешняя политика России после распада СССР

### 1992—1996
Политический, идеологический и межнациональный кризис, охвативший Советский Союз к концу 1980-х годов, привёл к распаду государства. Распад СССР в декабре 1991 года (и предшествовавший ему распад социалистической системы) принято считать окончанием холодной войны и началом новых отношений между Востоком и Западом. После распада СССР Россия была признана международным сообществом государством-продолжателем Советского Союза, благодаря чему, в частности, унаследовала постоянное место в Совете Безопасности ООН.
Как пишет в своей статье «Три поколения внешнеполитических доктрин России» (2007) Алексей Богатуров, перед российской дипломатией начала 1990-х годов была поставлена сложнейшая задача — встроить новую Россию в резко изменившуюся международную среду, стараясь сводить к минимуму неизбежные потери. При этом, если Советский Союз выступал в мире в уникальном качестве основной силы, противостоящей «мировому капитализму», то новой России предстояло освоить рядовую роль одной из демократических стран. К основным концептуальным построениям российской внешнеполитической деятельности этого периода автор относит тезис о том, что внешняя политика призвана обеспечить благоприятные международные условия для строительства демократии в России, и представление о существовании некой «демократической солидарности» — то есть предположение, что все демократические страны (вместе с Россией) будут вести себя солидарно, считаясь друг с другом и исходя из общечеловеческого стремления к «демократизации мира».
Внешняя политика российского государства в первые годы его существования фактически стала продолжением внешней политики своего предшественника — Советского Союза периода перестройки. Декларируя приверженность демократическим идеалам, российское руководство отказывалось от приоритета национальных интересов, рассчитывая войти в сообщество западных демократий. Фундаментальным принципом внешнеполитической программы, сформулированной в начале 1990-х годов президентом Борисом Ельциным и министром иностранных дел Андреем Козыревым, было заявлено стратегическое партнёрство между Россией и США, воспринимавшимися как естественного союзника новой России.
В новом демократическом окружении, где пыталась найти своё место Россия, отказавшаяся от роли лидера мирового коммунизма, существовал свой признанный лидер — Соединённые Штаты Америки, которые после распада СССР стали претендовать на глобальное лидерство. В начале 1990-х, учитывая реальное соотношение сил, основной линией поведения российской дипломатии стало «выравнивание» российских позиций по международным вопросам с позициями США и государств Западной Европы, которые в 1992 году провозгласили себя Европейским союзом. Выступая в июне 1992 года в Вашингтоне перед американским конгрессом, российский президент Борис Ельцин многократно подчёркивал необратимость падения «коммунистического идола». В его речи был отчётливо обозначен переход от конфронтации к активному взаимодействию с западными странами.
В 1992—1993 годах российское руководство настойчиво убеждало западных партнёров в том, что главной целью внешней политики России является поддержка инициатив западных стран в интересах «сообщества мировых демократий».
Так, в начальный период распада Югославии (1991—1992) Россия отказалась поддержать власти югославской федерации и безоговорочно поддержала отделение Словении и Хорватии, а затем — Боснии и Македонии. Россия заявила о дипломатическом признании новых правительств на территории бывшей Югославии одновременно со странами Евросоюза и даже раньше, чем это сделали США. Российские власти таким образом без сожаления содействовали разрушению прежнего международного порядка, который они рассматривали как наследие Советского Союза.
Отказавшись в первой половине 1990-х годов от проведения активной внешней политики, российское руководство спокойно восприняло нарастание американского присутствия в Центральной и Восточной Европе и в странах бывшего СССР, приветствовало провозглашённую в сентябре 1993 года американскую внешнеполитическую концепцию «расширения демократии», направленную на оказание поддержки демократическим реформам и строительству демократии в государствах-членах бывшей Организации Варшавского договора (за исключением самой России).
Претворение в жизнь этой концепции способствовало полному разрыву экономических, культурных и иных связей бывших социалистических государств Европы с Россией, переориентации их на взаимодействие с Евросоюзом в экономическом отношении и на сотрудничество с США в политическом и военном аспектах. Сама же Россия благодаря лояльному отношению к усилившейся активности США в Восточной Европе получила поддержку США и стран ЕС при получении крупных кредитов в МВФ и Всемирном банке, необходимых для её экономического выживания.
В первой половине 1990-х годов Россия, ссылаясь на необходимость более рационального использования ограниченных внешнеполитических ресурсов, свернула отношения не только с бывшими социалистическими странами, но и со многими государствами Ближнего Востока, Юго-Восточной Азии, Африки, Латинской Америки, которые с бывшим Советским Союзом связывало военно-политическое сотрудничество.
В июне 1992 года в ходе визита Бориса Ельцина в США была подписана Хартия российско-американского партнёрства и дружбы. В этом документе, в частности, оговаривались принципы, которым российские власти обязались следовать при проведении внутренних преобразований, призванных подготовить её к полноценному партнёрству с Западом, — демократия, свобода, защита прав человека, уважение прав меньшинств. Российское руководство таким образом фактически признавало за США право выступать неформальным арбитром в оценке российских реформ. Не случайно, что американские консультанты активно участвовали в разработке экономических реформ правительства Ельцина — Гайдара, знаменовавших собой переход от плановой к рыночной экономике.
Курс на радикальные либеральные реформы, сопровождавшийся экономическими неурядицами, ростом цен, массовыми задержками зарплат и обнищанием населения, был крайне непопулярен в обществе. Левая оппозиция обвиняла Ельцина в пренебрежении национальными интересами и проведении политики, выгодной Западу. Энтузиазм по поводу выгод от сотрудничества с Западом слабел. Нарастали сомнения по поводу подлинных целей западных стран в отношении России. США обвиняли в желании «воспользоваться бедственным положением России». В октябре 1993 года Ельцин силой подавил оппозиционный Верховный Совет, что ещё больше усугубило негативное отношение к власти. Результаты выборов в Государственную Думу декабря 1993 года продемонстрировали резкое падение популярности пропрезидентских сил и нарастание националистических настроений. Блок «Выбор России», поддерживавший курс Ельцина и возглавлявшийся Егором Гайдаром, набрал лишь 15,5 % голосов, получив в совокупности всего 64 места в новом парламенте. На первое место по партийным спискам неожиданно вышла ЛДПР во главе с Владимиром Жириновским, построившая предвыборную кампанию на популистских и националистических лозунгах, — 23 % голосов (59 мест в парламенте). КПРФ во главе с Геннадием Зюгановым заняла третье место (12 %, 32 депутата).
Под давлением общественных настроений Андрей Козырев в начале 1994 года впервые упомянул об «особых интересах» России на постсоветском пространстве. И хотя координация внешнеполитической активности с США и странами ЕС продолжилась, это сотрудничество с российской стороны стало сопровождаться попытками выдвижения определённых условий, предложениями сформулировать некие правила взаимодействия между Россией и Западом, накладывающие ограничения на обе стороны. Эти попытки, однако, не были восприняты Западом. В сентябре 1995 года страны НАТО начали интервенцию в Боснии, после чего российская общественность подвергла критике не только западные державы, но и Ельцина с Козыревым за их неспособность помешать подобным действиям. Тогда же на Западе начали открыто обсуждать перспективы расширения НАТО на восток. В Москве это расценили как попытку давления на Россию и выражение скрытой угрозы со стороны Запада. Учитывая предстоявшие летом 1996 года президентские выборы, президент Ельцин в начале года отправил в отставку «слишком прозападного» Козырева, заменив его Евгением Примаковым, имевшим репутацию сильного политика и умеренного государственника.
См. также
- Содружество Независимых Государств
- Грузино-абхазский конфликт#Переговорный процесс и механизмы постконфликтного урегулирования (1993—1998)
- Сочинское соглашение (1992)
- Российско-украинские отношения#1992—2004
- Проблема принадлежности Крыма#1990-е годы
- Будапештский меморандум (1994)

#### Россия и ядерное оружие бывшего СССР
На момент подписания Беловежских соглашений, приведших к распаду СССР, советское ядерное оружие дислоцировалось на территории четырёх союзных республик: России, Украины, Белоруссии и Казахстана.
Совместные дипломатические усилия России и США привели к тому, что Украина, Белоруссия и Казахстан отказались от статуса ядерных держав и передали России весь военный ядерный потенциал, оказавшийся на их территории.

### 1996—2004
При Евгении Примакове тезис о необходимости отстаивания национальных интересов России стал постоянным рефреном выступлений как самого министра, так и его подчинённых. Продолжая линию на предпочтительное сотрудничество с США и Евросоюзом, новый министр иностранных дел, однако, отказался от позиции «безоговорочного согласия» с исходящими от Запада инициативами. Свою задачу он видел не в противопоставлении российских интересов западным, а в том, чтобы приучить Запад к необходимости согласовывать с Россией все серьёзные решения, которые затрагивают её интересы.
Примаков считал необходимым развивать отношения не только с США и Европой, но и с Японией, Китаем, Индией, арабскими странами, Латинской Америкой. По мнению Примакова, всевластие США в международных делах можно было бы уравновесить формированием многополярности как мирового порядка, в котором отсутствует явный лидер.
США как фактически единственный глобальный лидер стремились навязать остальным государствам свой национальный интерес в качестве общемирового. Примаков считал необходимым противостоять этому, стараясь при этом не выходить за рамки партнёрства с Вашингтоном.
Во второй половине 1990-х годов Россия отказалась от принципа «демократической солидарности» в своей внешней политике, поскольку Запад не проявил встречной «солидарности» с потребностями самой России. Реакция российского руководства на действия Запада, однако, была двойственной и противоречивой. Эмоциональные протесты против планов расширения НАТО не помешали подписанию 27 мая 1997 года в Париже Основополагающего акта Россия — НАТО, который фактически представлял собой программу адаптации России к этому расширению, первый этап которого был осуществлён в 1999 году (в НАТО были приняты Чехия, Польша и Венгрия). Острые дипломатические трения в связи с интервенцией НАТО в Косово в 1998—1999 годах не привели к переносу дипломатических разногласий по Балканам на другие сферы отношений России с Западом.
31 мая 1997 года президенты России и Украины Борис Ельцин и Леонид Кучма подписали в Киеве Договор о дружбе, сотрудничестве и партнёрстве между Российской Федерацией и Украиной — так называемый «Большой договор».
9 августа 1999 года исполняющим обязанности председателя правительства России был назначен Владимир Путин. 16 августа 1999 года он был утверждён в должности председателя правительства. 30 декабря 1999 года в ряде российских изданий была опубликована программная статья Путина «Россия на рубеже тысячелетий», в которой он изложил своё представление о прошлом и о предстоящих перед страной задачах. В ней Путин заявил, что России необходимы сильная государственная власть и консолидация общества.
31 декабря 1999 года в связи с досрочным уходом Ельцина в отставку Путин приступил к исполнению обязанностей президента России. 26 марта 2000 года Путин был избран президентом России, 7 мая вступил в должность.
В июне 2000 года указом Путина была утверждена «Концепция внешней политики Российской Федерации». Согласно этому документу, основными целями внешней политики страны являются: обеспечение надёжной безопасности страны, воздействие на общемировые процессы в целях формирования стабильного, справедливого и демократического миропорядка, создание благоприятных внешних условий для поступательного развития России, формирование пояса добрососедства по периметру российских границ, поиск согласия и совпадающих интересов с зарубежными странами и межгосударственными объединениями в процессе решения задач, определяемых национальными приоритетами России, защита прав и интересов российских граждан и соотечественников за рубежом, содействие позитивному восприятию России в мире.
Первый президентский срок американского президента Джорджа Буша (младшего), особенно до начала войны в Ираке, некоторые эксперты называли «историческим апогеем» российско-американских отношений, имея в виду беспрецедентно высокую степень сотрудничества в рамках «войны с террором» и тесные личные связи президентов.
В июне 2001 года Путин первый раз встретился с Джорджем Бушем в столице Словении Любляне. Джордж Буш, как он выразился, «заглянул в глаза» Владимиру Путину, «ощутил его душу» и увидел в нём «прямого и достойного доверия человека». Президент России счёл коллегу «приятным собеседником» и «нормальным абсолютно человеком, реально воспринимающим вещи». Событием, предопределившим резкое сближение между Россией и Западом, стал террористический акт 11 сентября 2001 года, когда Россия без колебаний приняла сторону США. Кульминацией этого сближения стало участие России в антитеррористической коалиции, созданной США для подготовки и ведения войны против режима талибов в Афганистане, и подписание так называемой Римской декларации «Отношения Россия — НАТО: новое качество». В соответствии с ней 28 мая 2002 года был создан Совет Россия — НАТО («Совет двадцати»), после чего в принципе можно было ожидать перехода отношений России и НАТО на более высокий уровень с перспективой полноправного членства России в НАТО. 7 июня 2007 года президент России подписал федеральный закон «О ратификации соглашения между государствами-участниками Североатлантического договора и другими государствами, участвующими в программе „Партнёрство ради мира“, о статусе Сил от 19 июня 1995 года и Дополнительного протокола к нему». Россия предоставила НАТО свою территорию для транзита военных грузов и военнослужащих в Афганистан.
Профессор Андре Либих отмечает, что сближению между Россией и США в этот период помешали сами США, объявив в декабре 2001 года об одностороннем выходе из Договора об ограничении систем противоракетной обороны. С точки зрения России, выход США из соглашения, обеспечивавшего стратегический паритет сторон, разрушил надежды на новое партнёрство. Российское руководство расценило этот шаг как дестабилизирующий фактор глобального значения. В ответ на выход США из Договора по ПРО Россия вышла из Договора СНВ-II, который был заменён более мягким Договором о сокращении стратегических наступательных потенциалов, подписанным в мае 2002 года.
В начале 2003 года Россия, Германия и Франция выступили с резкой критикой американского вторжения в Ирак и, в частности, того факта, что США для достижения своих целей пошли в обход Совета Безопасности ООН. Европейские союзники, однако, в конечном итоге поддержали действия США. По оценке самого Путина, которую он дал на пресс-конференции 20 декабря 2012 года, российско-американские отношения испортились именно после вторжения войск США в Ирак в 2003 году и возникших на этой почве разногласий.
Тем временем продолжилось расширение НАТО на восток. Строя планы расширения НАТО и Евросоюза, усиливая влияние на постсоветские государства, страны Запада не обращали внимания на то, что таким образом затрагиваются интересы России.
Принятие в 2004 году в НАТО, вопреки дипломатическим усилиям России, семи восточноевропейских стран, в том числе Эстонии, Латвии и Литвы, Путин воспринял, по оценке «Ведомостей», как «личное предательство» со стороны президента США Дж. Буша и премьер-министра Великобритании Тони Блэра, которых Путин к тому времени считал своими друзьями и с которыми усиленно налаживал партнёрские отношения. В мемуарах Блэра реакция Путина на расширение НАТО характеризуется как обида: «Владимир пришёл к выводу, что американцы не отводят ему то место, которое он заслуживает». Спустя 12 лет, в Крымской речи, Путин отметил: «Нас раз за разом обманывали, принимали решения за нашей спиной, ставили перед свершившимся фактом. Так было и с расширением НАТО на восток, с размещением военной инфраструктуры у наших границ. Нам всё время одно и то же твердили: „Ну, вас это не касается“».
В конце 2004 года в российско-американских отношениях наступило похолодание, связанное с событиями на Украине («Оранжевая революция»). На президентских выборах 2004 года российские власти поддерживали Виктора Януковича — кандидата от Партии регионов Украины, выступавшей за экономическое сотрудничество с Россией в рамках Единого экономического пространства (ЕЭП) и придание русскому языку статуса второго государственного. Как утверждал позднее Андрей Илларионов, занимавший в 2000—2005 годах должность советника Владимира Путина, победа «оранжевой коалиции» «серьёзно шокировала» и жестоко разочаровала российского президента. Это событие, на фоне войны в Ираке и противостояния с Евросоюзом и НАТО, считает Илларионов, «привело к радикальному развороту в сознании, мировоззрении Владимира Путина на международной арене».
Поражение российской политики на украинском направлении совпало с резким креном украинской власти в сторону Запада — Ющенко провозгласил евро-атлантический вектор развития страны, отказавшись от «многовекторного» геополитического курса своего предшественника Леонида Кучмы, который все годы своего президентства старался лавировать между Москвой и Брюсселем. Российское руководство негативно оценивало как саму «Оранжевую революцию», так и политику нового украинского президента, его курс на членство в НАТО. Всё это мало способствовало развитию отношений между Украиной и Россией.

### 2000—2013

#### Военно-политическое противостояние России и Запада
4 мая 2006 года вице-президент США Ричард Чейни, находясь в Вильнюсе, произнёс речь, которую многие теперь называют «вильнюсской» по примеру «фултонской» речи Черчилля. Чейни заявил, что США не устраивает «использование Россией своих минеральных ресурсов в качестве внешнеполитического оружия давления, нарушение в России прав человека и деструктивные действия России на международной арене».
В этот период отказ России от прекращения военного сотрудничества с Ираном, Сирией, КНДР и другими государствами, «вызывающими тревогу» у США, начал приводить к регулярным российско-американским конфликтам в Совете Безопасности ООН.
Со второй половины 2000-х годов российский президент Владимир Путин в своих публичных выступлениях, в том числе на международном форуме в Мюнхене (февраль 2007 года), выражал недовольство военными аспектами американской внешней политики и проявлял опасения по поводу «ничем не сдерживаемого, гипертрофированного применения силы» и навязывания США своего видения миропорядка другим государствам. На Мюнхенской конференции по политике безопасности Путин сформулировал возражения на размещение американских военнослужащих и элементов американской системы противоракетной обороны в Восточной Европе, а также по поводу милитаризации космоса. Российский лидер заявил, что США пытаются решать все мировые проблемы военным путём, и упрекнул НАТО и Евросоюз в стремлении подменить собой ООН.
По словам руководства США, размещение в Восточной Европе элементов американской системы ПРО направлено на защиту Европы от северокорейских и иранских ракет. Российское руководство категорически отвергает такое объяснение. Уже тогда в России заявили, что в случае, если элементы ПРО США всё-таки будут размещены, Россия может денонсировать Договор о ликвидации ракет средней и меньшей дальности. Несмотря на протесты российского руководства, приостановить американские планы развёртывания ПРО неподалёку от границ России в последовавшие годы не удалось. В связи с тем, что размещение американской системы ПРО в Восточной Европе угрожает обнулить российский ракетно-ядерный потенциал, Россия предприняла ответные меры, начав в феврале 2012 года в Калининградской области приготовления к размещению ракетных комплексов «Искандер» 9К720, оснащённых баллистическими ракетами малого радиуса действия (до 500 км).
14 июля 2007 года Владимир Путин подписал Указ «О приостановлении Российской Федерацией действия Договора об обычных вооружениях в Европе и связанных с ним международных договоров». Наблюдатели полагают, что это решение стало первым шагом российского руководства в сторону коренного изменения военно-политической обстановки на европейском континенте, складывавшейся с начала 1990-х годов не в пользу России.
В сопровождающей документ справке указывалось, что данное решение вызвано «исключительными обстоятельствами, влияющими на безопасность Российской Федерации». К таковым, в частности, отнесены:
1. Превышение восточноевропейскими государствами — участниками ДОВСЕ, присоединившимися к НАТО, «групповых» ограничений ДОВСЕ в результате расширения альянса;
2. Невыполнение странами НАТО принятого в 1999 году политического обязательства об ускоренной ратификации Соглашения об адаптации ДОВСЕ;
3. Отказ Латвии, Литвы и Эстонии, вступивших в НАТО, от участия в ДОВСЕ и, в результате, появление на северо-западной границе РФ территории, «свободной» от ограничений на размещение обычных вооружений, в том числе и вооружений других стран;
4. Планируемое размещение военных баз США на территориях Болгарии и Румынии[33].

В декабре 2007 года односторонний российский мораторий на исполнение ДОВСЕ вступил в силу.
В начале 2008 года осложнение отношений между Россией, США и НАТО вызвало обсуждение руководством блока обращений Украины и Грузии о присоединении к Плану действий по подготовке к членству в НАТО (ПДПЧ). США приложили значительные усилия, чтобы убедить своих союзников по НАТО в необходимости присоединения Грузии и Украины к ПДПЧ на Бухарестском саммите альянса в апреле 2008 года. Несмотря на то, что Грузия и Украина не получили официального приглашения стать участниками ПДПЧ, им дали понять, что дорога в НАТО для них расчищена и необходимо лишь немного подождать. Главы государств и правительств стран-членов НАТО заявили в Бухаресте, что Грузия и Украина станут членами НАТО, когда будут соответствовать предъявляемым требованиям к членству в этой организации. Это решение было подтверждено на последующих встречах в верхах.
Россия, однако, продолжает рассматривать продвижение НАТО на Восток как угрозу своим стратегическим интересам в Европе. По итогам апрельского саммита НАТО (2008) глава Генштаба РФ генерал Юрий Балуевский заявил, что, если Грузия и Украина присоединятся к НАТО, Россия будет вынуждена принять «военные и иные меры» для обеспечения своих интересов вблизи государственных границ. Владимир Путин, со своей стороны, заявил о намерении «предметно поддержать» Абхазию и Южную Осетию, руководители которых обратились к нему с посланиями, выразив опасения по поводу принятого на саммите НАТО решения.
В августе 2008 года новый виток противостоянию России и Запада дала война в Грузии. По решению руководства России её войска очистили территорию непризнанной республики от грузинской армии и в течение нескольких дней продолжали бомбардировки военных объектов на всей территории Грузии, после чего Россия официально признала Южную Осетию и Абхазию независимыми государствами.

#### БРИК. «Арабская весна». Евразийская интеграция. Неудачная попытка «перезагрузки» отношений с США
В конце 2008 года на пост президента США был избран Барак Обама. 6 марта 2009 года государственный секретарь США Хиллари Клинтон и министр иностранных дел России Сергей Лавров провели первую официальную двухстороннюю встречу, которая состоялась в женевском отеле «Интерконтиненталь». На этой встрече Клинтон и Лавров дали символический старт перезагрузке отношений между Россией и США, нажав большую красную кнопку, на которой было написано не «перезагрузка», а «перегрузка».
Тем временем, разочаровавшись в перспективах сближения с Западом, российское руководство повернулось в сторону формировавшейся группы БРИК (Бразилия, Россия, Индия, Китай). Ещё в Мюнхене Путин подчеркнул, что совокупный ВВП этих четырёх развивающихся экономических систем превышает ВВП США и стран Европы, и приложил немало усилий для превращения этого экономического блока в политический, начиная с первого саммита БРИК в Екатеринбурге в 2009 году.
Избрание в 2010 году президентом Украины Виктора Януковича ознаменовалось заметным улучшением российско-украинских отношений. Это воплотилось в подписании Харьковских соглашений по Черноморскому флоту, росте товарооборота, оживлении сотрудничества в различных областях. Интенсивный характер получили контакты на высшем государственном уровне, состоялся официальный визит президента России Дмитрия Медведева на Украину.
С 2009 года российское руководство стало выступать за более тесную экономическую интеграцию с Казахстаном и Белоруссией, следствием чего стало создание Таможенного союза Белоруссии, Казахстана и России. В процессе создания Таможенного союза был принят ряд документов по образу и подобию ЕС, которые сняли торговые барьеры, существовавшие между странами. Снятие торговых барьеров, стимулируя развитие бизнеса, позволило восстановить производственные цепочки, разорванные после распада СССР. В августе 2011 года на встрече глав правительств трёх стран Таможенного союза была поставлена более амбициозная задача — к 2013 году преобразовать организацию в «Евразийский экономический союз». Путин оценил это как «первый реальный шаг по восстановлению естественных экономических и торговых связей на постсоветском пространстве».
В октябре 2011 года главы правительств России, Украины, Белоруссии, Казахстана, Армении, Молдавии, Кыргызстана и Таджикистана подписали соглашение о создании зоны свободной торговли.
В конце 2012 — начале 2013 года Россия активно предлагала Украине присоединиться к Таможенному союзу ЕАЭС (ТС), аргументируя это соображениями экономической выгоды и целесообразности. При этом, однако, совершенно не учитывалась политическая составляющая — консенсус украинских элит о необходимости интеграции с Евросоюзом и вхождения в Зону свободной торговли, а также обязательства украинских политиков перед Евросоюзом. В итоге Украина отвергла все предложения России об интеграции, и дело свелось к чисто символическому участию Украины в ТС в качестве «наблюдателя».
В 2010 году в статье в немецкой газете Süddeutsche Zeitung, приуроченной к участию в ежегодном экономическом форуме, Путин предлагал Евросоюзу создать экономический альянс на территории от Владивостока до Лиссабона, начав с унификации таможенных тарифов и технического регулирования, отмены визового режима с ЕС.
Новая трещина в отношениях между Россией и Западом возникла в начале 2011 года, когда премьер Путин сравнил военную операцию Запада в Ливии с крестовым походом. При этом Путин подверг критике резолюцию СБ ООН по Ливии (при голосовании по которой Россия воздержалась, но не использовала право вето), назвав её «неполноценной и ущербной». В прессе тогда появилась информация о разногласиях между премьером Путиным и президентом Медведевым по ключевому военно-политическому вопросу, а позиция России была охарактеризована как «двусмысленная». В феврале 2012 года при голосовании в Совбезе ООН по аналогичной резолюции по Сирии Россия использовала право вето. Российское руководство расценивало «арабскую весну» в целом как исламистскую революцию, в которой на первый план выходят экстремисты.
В августе 2013 года российско-американские отношения, по оценкам экспертов, достигли низшей точки с окончания эпохи холодной войны. Сентябрьский визит президента США Обамы в Москву и его переговоры с Путиным были отменены из-за предоставления временного убежища в России бывшему сотруднику ЦРУ Эдварду Сноудену, разногласий по ситуации в Сирии и проблем с правами человека в России. В специальном заявлении Белого дома об отмене визита Барака Обамы в Москву в сентябре 2013 года отмечалось «отсутствие за последние 12 месяцев прогресса по таким вопросам, как противоракетная оборона и контроль над вооружениями, торгово-экономические отношения, проблемы глобальной безопасности, права человека и гражданское общество».

#### Сирийский кризис
С самого начала гражданского противостояния в Сирии весной 2011 года Россия оказывала дипломатическую поддержку Башару Асаду, блокируя (совместно с КНР) в Совете Безопасности ООН проекты антисирийских резолюций западных и арабских стран, предполагавшие наложение санкций либо даже военную интервенцию против правительства Башара Асада. Россия поддержала сирийское правительство поставками оружия, военной техники и боеприпасов, а также организацией обучения специалистов и предоставлением военных советников.
Российское руководство занимало чёткую позицию по Сирии, несмотря на резкие разногласия с США и Европой. Отказываясь использовать своё влияние для давления на президента Асада и призывая обе враждующие стороны совместно добиваться национального примирения, российское руководство было уверено, что исходит из равновзвешенной позиции.
Позиция России по Сирии определяется её представлениями о миропорядке, согласно которым применение силы должно осуществляться под контролем ООН, а смена режимов за счёт вмешательства извне недопустима. Российское руководство опасалось радикализации конфликта в Сирии и его распространения на другие страны. 11 сентября 2013 года в газете The New York Times была опубликована статья Путина «Россия призывает к осторожности», написанная в виде открытого письма к американскому народу и содержащая разъяснение российской политической линии в отношении сирийского конфликта. В своей статье президент России предостерёг об опасности тезиса президента США Барака Обамы «об исключительности американской нации». Статья вызвала неоднозначную реакцию мирового сообщества.
Успехом российской дипломатии в сентябре 2013 года стало посредничество в вопросе о сирийском химическом оружии. Владимир Путин смог предотвратить угрозу американских ударов по Сирии своим предложением по ликвидации сирийского химического арсенала.

#### Российско-украинские отношения
В конце 2012 — начале 2013 года российское руководство активно предлагало Украине присоединиться к Таможенному союзу ЕАЭС (ТС), аргументируя это соображениями экономической выгоды и целесообразности. При этом, однако, совершенно не учитывалась политическая составляющая — консенсус украинских элит о необходимости интеграции с Евросоюзом и вхождения в Зону свободной торговли ЕС. В итоге Украина отвергла все предложения России об интеграции, и дело свелось к чисто символическому участию Украины в ТС в качестве «наблюдателя». Президент Украины Виктор Янукович заявлял, что приоритетом для Украины является интеграция в Евросоюз. В октябре 2013 года, однако, Путин дал понять, что в случае создания ассоциации с Евросоюзом Украина не сможет пользоваться преференциями в рамках Таможенного союза. Виктор Янукович, по некоторым данным, в этот период жаловался лидерам Евросоюза на жёсткое давление со стороны Москвы, катастрофический спад товарооборота с Россией и угрозу российского руководства обанкротить Украину.
Внешнеэкономическое положение Украины действительно было крайне нестабильным. По состоянию на конец ноября 2013 года, золотовалютные резервы страны снизились до менее чем 19 млрд долл.. Обещанный Украине пересмотр условий кредита МВФ не состоялся. В этой ситуации Россия предложила Украине в общей сложности 15 млрд долл. в виде прямой помощи, кредитов и различных преференций, а также пообещала снижение цен на газ. Москва также согласилась финансировать несколько крупных инфраструктурных проектов и заявила о готовности предложить ведущим украинским предпринимателям, в том числе из ближайшего окружения Виктора Януковича, участие в «чрезвычайно выгодных проектах». Эти «финансово-экономические аспекты» убедили Януковича отложить подписание соглашения об ассоциации с Евросоюзом. Это решение привело к массовой акции протеста в центре Киева, а также в других городах Украины.
Позиция российского руководства в начале событий сводилась к тому, что решение украинского правительства было абсолютно легитимным, события в Киеве — это внутреннее дело Украины, и вмешательство извне является недопустимым. В отличие от стран Запада, все публичные контакты российских представителей ограничивались официальными властями Украины, при полном игнорировании требований её гражданского общества. Официальной позиции российского руководства, подчёркнуто дистанцировавшегося от внутриполитических проблем Украины, соответствовала информационная кампания, развернувшаяся в российских СМИ.
17 декабря после переговоров в Москве с Януковичем Путин сообщил, что правительство России решило поддержать экономику Украины и разместить в украинских ценных бумагах часть резервов из Фонда национального благосостояния (ФНБ) объёмом 15 млрд долл.. В рамках этой программы помощи на Ирландской бирже были выпущены евробонды с купоном 5 % годовых на сумму 3 млрд долл.. Кроме того, был подписан газовый контракт, по которому Россия обязалась поставлять газ Украине по цене в 268,5 долл. за 1 тыс. м³ (в среднем за три квартала 2013 года цена для Киева составляла 404 долл. за 1 тыс. м³ газа).

### 2014—2021

#### Российско-украинские отношения
Во второй половине января 2014 года в результате обострившегося силового противостояния в центре Киева, начавшихся захватов административных зданий и органов власти в столице и областных центрах, создания параллельных органов власти, организации неформальных силовых структур Украина оказалась на грани введения чрезвычайного положения, утраты территориальной целостности и экономического коллапса. Переговоры между президентом Украины Виктором Януковичем и лидерами парламентской оппозиции, продолжавшиеся несколько дней, привели к уступкам со стороны властей, в том числе к отставке правительства Николая Азарова. 12 февраля президент Янукович согласился пойти на формирование коалиционного правительства, позднее в рамках амнистии были освобождены все ранее задержанные участники протестов. 18 февраля произошло резкое обострение ситуации, вылившееся в течение последовавших дней в массовое кровопролитие в центре Киева. Вспышка насилия и кровопролитие в центре Киева привели к массовому бегству депутатов и чиновников из Партии регионов и резкому падению поддержки действий власти.
21 февраля президент Украины Виктор Янукович подписал с оппозицией соглашение об урегулировании кризиса. 22 февраля Верховная рада отстранила президента Януковича от власти. Россия высказала сомнение в легитимности этого решения.
В ночь с 22 на 23 февраля 2014 года по распоряжению Путина была проведена спецоперация по эвакуации Януковича, смещённого с президентского поста в результате Евромайдана, и членов его семьи в безопасное место на территории Крыма. Утром 23 февраля, закрывая совещание с руководителями задействованных спецслужб, Владимир Путин поручил начать «работу по возвращению Крыма в состав России».

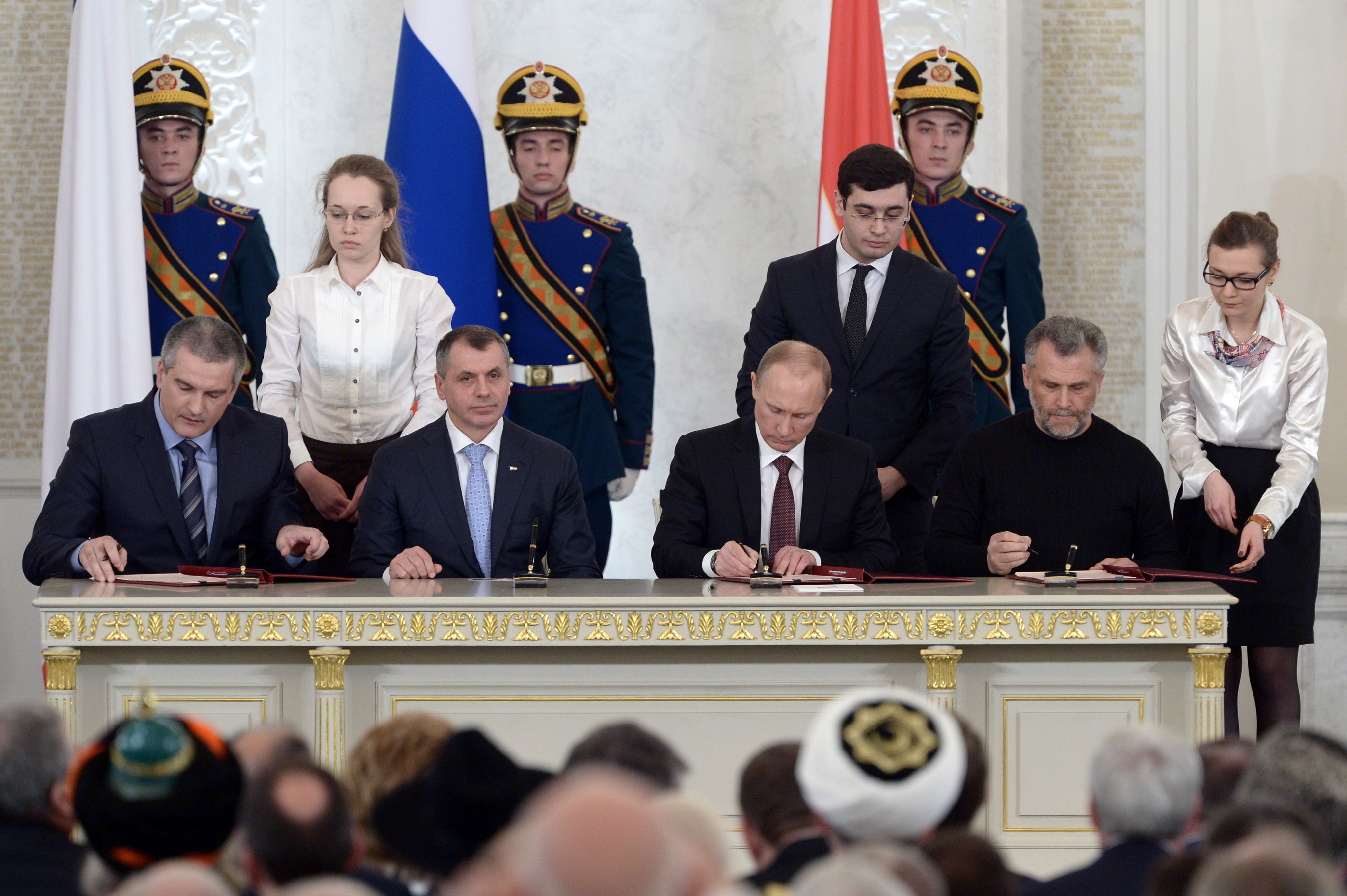
Подписание Договора о принятии Республики Крым и города Севастополя в состав России. Москва, Кремль, 18 марта 2014 года

1 марта Совет Федерации РФ удовлетворил официальное обращение президента Путина о разрешении на использование российских войск на территории Украины, хотя к этому времени они там уже фактически использовались. Российскими военнослужащими совместно с отрядами добровольцев были блокированы все объекты и воинские части ВС Украины на территории полуострова. 16 марта в Крыму был проведён спорный референдум о присоединении к России, по результатам которого была провозглашена независимая Республика Крым. 18 марта в Кремле Путин выступил с обращением к обеим палатам Федерального собрания в связи с просьбой руководителей Республики Крым о присоединении к России, а сразу после этого подписал с руководителями Крыма договор о вхождении Крыма в состав Российской Федерации, который юридически оформил российскую аннексию Крыма.
Большинство государств-членов ООН отказалось признать легитимность присоединения, и на 2021 год ни одно государство не издавало официальных правовых актов о признании Крыма частью России. США, государства Евросоюза и ряд других стран, а также ряд международных организаций и объединений охарактеризовали действия России как агрессию, оккупацию и аннексию части украинской территории, подрыв территориальной целостности Украины. Российское руководство ссылалось на закреплённое в уставных документах ООН право народов на самоопределение, которое, согласно их позиции, и было реализовано населением Крыма, «восставшим» против силовой смены власти в стране. Аннексия Крыма привела к резкому охлаждению отношений с НАТО, Евросоюзом, Советом Европы и государствами-членами этих организаций, а в дальнейшем — к введению политических и экономических санкций против России и ряда российских физических и юридических лиц и организаций, причастных к дестабилизации ситуации на Украине.
В апреле 2014 года протестные акции против новых украинских властей, проходившие на территории Донецкой и Луганской областей, переросли в вооружённый конфликт между вооружёнными силами Украины (поддержанными добровольческими военизированными формированиями) с одной стороны и отрядами повстанцев (в основном сторонников самопровозглашённых Донецкой и Луганской народных республик) — с другой. Украина, США и ряд других государств, а также НАТО, Совет Европы и Евросоюз обвиняли Россию во вмешательстве в конфликт, выразившемся в участии регулярных войск в боевых действиях на стороне повстанцев, в поддержке диверсионных групп, в финансовой и оружейной поддержке повстанческих войск и администраций. Российское руководство отвергало эти обвинения, заявляя, что Россия не является стороной противостояния.
Украинское руководство, США и Евросоюз рассматривают вооружённый конфликт в Донбассе как проявление агрессии со стороны России. Российское руководство настаивает на том, что речь идёт о внутреннем конфликте, в котором Россия является одной из посредничающих сторон между украинскими властями и непризнанными республиками.
В новой «Стратегии национальной безопасности Российской Федерации», принятой Указом Президента РФ от 31.12.2015 N 683, смена власти, произошедшая на Украине в начале 2014 года, была охарактеризована как «антиконституционный государственный переворот», поддержка которого США и Европейским союзом «привела к глубокому расколу в украинском обществе и возникновению вооружённого конфликта». В документе говорится: «Укрепление крайне правой националистической идеологии, целенаправленное формирование у украинского населения образа врага в лице России, неприкрытая ставка на силовое решение внутригосударственных противоречий, глубокий социально-экономический кризис превращают Украину в долгосрочный очаг нестабильности в Европе и непосредственно у границ России».
С июня 2014 года российские представители участвовали в работе Контактной группы по урегулированию ситуации на востоке Украины. Россия также принимала участие в поиске решения конфликта дипломатическими методами в нормандском формате, что привело к подписанию Минского соглашения от 5 сентября 2014 года. 11—12 февраля 2015 года на саммите в Минске руководителями «нормандской четвёрки» был согласован новый комплекс мер по выполнению сентябрьского соглашения о перемирии. За годы, прошедшие с даты подписания Минских соглашений, однако, фактически ни один их пункт не был выполнен, требования Киева и ОБСЕ систематически отвергались, Россия продолжала блокировать возможность ввода миротворческих сил ООН, а вооружённое противостояние между Украиной и непризнанными республиками Донбасса сохранялось — по мнению издания Washington Post, поддержкой полузамороженного конфликта Путин пытался отвлечь внимание российского общества, в котором росло недовольство стагнацией в экономике.
25 ноября 2018 года в районе Керченского пролива произошёл вооружённый инцидент, в ходе которого российскими военными были задержаны два артиллерийских катера и буксир ВМС Украины, пытавшиеся пройти из Одессы в Мариуполь через Керченский пролив. Все члены экипажей были помещены российскими властями под арест, и в отношении них было начато следствие. Позднее Владимир Путин охарактеризовал события в Керченском проливе как провокацию, имевшую целью срыв президентских выборов на Украине.
21 апреля 2019 года президентом Украины был избран Владимир Зеленский. Президент Путин заявил, что будет содействовать «нормализации ситуации на юго-востоке Украины» в случае, если новые власти Украины будут реализовывать Минские соглашения.
24 апреля Владимир Путин подписал указ, позволяющий жителям отдельных районов Донецкой и Луганской областей Украины получить гражданство РФ в упрощённом порядке. В России заявляют, что решение было принято в связи с полным отсутствием перспектив улучшения ситуации в зоне конфликта, социально-экономической блокадой Донбасса и систематическим ущемлением украинскими властями основных гражданских прав и свобод жителей региона.
Позднее упрощённый порядок получения российского гражданства был распространён на дополнительные категории граждан Украины и лиц без гражданства. 2 августа Путин подписал закон, упрощающий для украинских граждан получение разрешений на временное пребывание и вида на жительство в России.
11 июля 2019 года по инициативе украинской стороны состоялся первый телефонный разговор между Владимиром Зеленским и Владимиром Путиным, который привёл к заметной активизации усилий по освобождению удерживаемых лиц. 7 сентября состоялся обмен удерживаемыми лицами между Украиной и Россией в формате «35 на 35». В частности, Россия передала Украине 24 моряков, задержанных во время инцидента в Керченском проливе. Позднее Россия передала Украине корабли, задержанные во время инцидента в Керченском проливе.

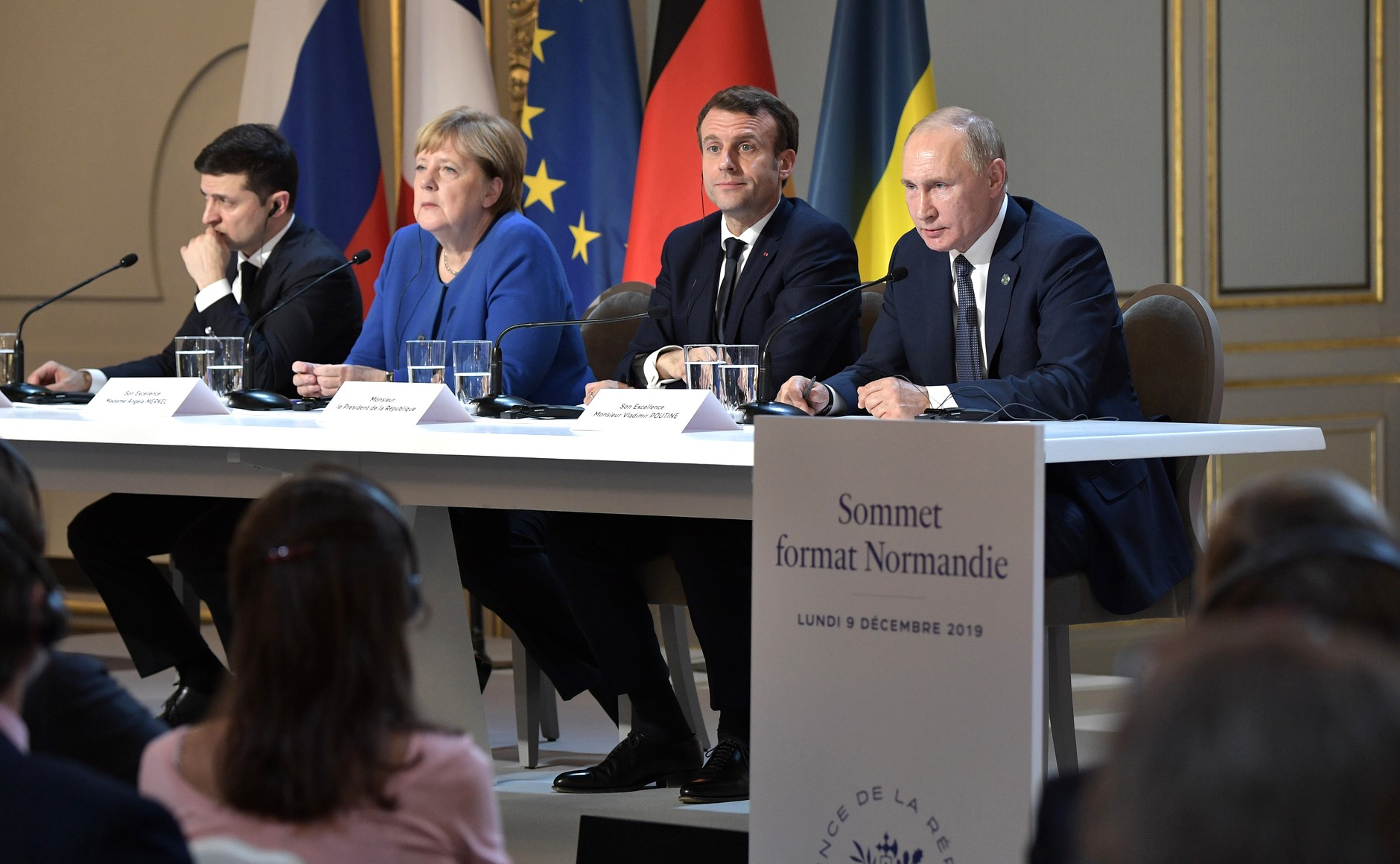
Владимир Путин на саммите Нормандской четвёрки, 10 декабря 2019 года

9 декабря 2019 года в Париже прошёл саммит «нормандской четвёрки» — первая встреча лидеров в «нормандском формате» с 2016 года.
За годы, прошедшие после декабрьского саммита, однако, никакого прогресса в реализации Минских соглашений так и не было достигнуто. В 2021 году украинские власти открыто заявили о невозможности выполнения Минских соглашений в нынешней редакции. Россия выступает категорически против внесения каких-либо изменений в текст Минских соглашений. Её устраивает либо полное и последовательное выполнение соглашений, либо сохранение статус-кво.
Неизменная российская позиция по конфликту в Донбассе состоит в том, что, как зафиксировано в Минских соглашениях, война в Донбассе является внутриукраинским конфликтом, а Россия совместно с Германией и Францией лишь оказывает посредническую помощь в мирном разрешении ситуации. Российская сторона придерживается последовательности шагов, зафиксированной в «Комплексе мер по выполнению Минских соглашений», а также настаивает на необходимости прозрачного и надёжного механизма верификации (отсутствия) нарушений режима прекращения огня через Совместный центр по контролю и координации. Российская сторона указывает на необходимость принятия Украиной законодательства, призванного обеспечить функционирование особого статуса отдельных районов Донецкой и Луганской областей на постоянной основе, а также на необходимость отмены либо изменения законов Украины «Об образовании», «Об обеспечении функционирования украинского языка как государственного», «Об особенностях государственной политики по обеспечению государственного суверенитета Украины над временно оккупированными территориями в Донецкой и Луганской областях».
В течение 2021 года эскалация конфликта в Донбассе — постоянно обостряющаяся ситуация на линии разграничения — дважды приводила российско-украинские отношения к угрозе военного столкновения.
В марте — апреле Украина и её западные союзники обвинили Россию в наращивании группировки войск на российско-украинской границе, в то время как Россия заявляла, что Украина перебрасывает дополнительные войска к зоне конфликта. Намечающееся противостояние вызвало резкую реакцию в НАТО и Евросоюзе.
20 апреля Зеленский предложил Путину встретиться «в любой точке украинского Донбасса, где идёт война». Украина, однако, поставила условие: обязательными темами переговоров должны стать проблемы Крыма и Донбасса. Российская сторона предлагала вынести на переговоры ряд вопросов, касающихся двусторонних отношений (восстановление полноценных дипломатических отношений, возвращение послов в Москву и Киев, снятие взаимных торгово-экономических ограничений и отмена санкций в отношении физических и юридических лиц, восстановление транспортного сообщения между двумя странами, подготовка соглашения о транзите и поставках газа на период после 2024 года и др.).
30 июня Владимир Путин заявил, что не отказывается от предложения встретиться с украинским коллегой, но не видит, о чём с ним разговаривать: «Что встречаться с Зеленским? Если он отдал свою страну под полное внешнее управление. Ключевые вопросы жизнедеятельности Украины решаются не в Киеве, а в Вашингтоне. Отчасти в Берлине и в Париже. Ну и о чём разговаривать?».
12 июля на сайте Кремля была размещена статья Владимира Путина «Об историческом единстве русских и украинцев», опубликованная одновременно на русском и украинском языках. Характеризуя современное состояние Украины, Путин пишет, что в украинском обществе создаётся атмосфера страха, процветает агрессивная риторика, власти потакают неонацистам, идёт милитаризация страны. Всё это происходит «под протекторатом, контролем со стороны западных держав». По словам Путина, «западные авторы проекта „анти-Россия“ так настраивают украинскую политическую систему, чтобы менялись президенты, депутаты, министры, но была неизменной установка на разделение с Россией, на вражду с ней». Путин заверил, что Россия остаётся открытой для диалога с Украиной, но только в том случае, если власти будут отстаивать «свои национальные интересы, а не обслуживать чужие» и не будут «орудием в чьих-то руках для борьбы с нами». По его словам, подлинная суверенность Украины возможна именно в партнёрстве с Россией.
20 августа правительство России расширило санкционный список в отношении украинских граждан. В новый перечень, в частности, оказались включены глава МИД Украины Дмитрий Кулеба и секретарь СНБО Алексей Данилов. В МИД Украины меру сочли провокацией, связанной с проведением в Киеве саммита «Крымской платформы».
На выборах в Государственную думу, состоявшихся в сентябре 2021 года, Центризбирком РФ обеспечил возможность дистанционного электронного голосования по партийным спискам для жителей Луганской и Донецкой народных республик, имеющих российское гражданство, но не имеющих прописки в России. Помимо этого, для их голосования на территории Ростовской области было предусмотрено около 50 избирательных участков.
11 октября в газете «Коммерсантъ» была опубликована статья заместителя председателя Совета безопасности РФ Дмитрия Медведева «Почему бессмысленны контакты с нынешним украинским руководством». Медведев охарактеризовал руководство современной Украины как «людей абсолютно несамостоятельных», «невежественных и необязательных», поставивших страну «под прямое иностранное управление», руководствующихся лишь сиюминутными корыстными мотивами. Исходя из этого, он делает вывод: переговоры с нынешними украинскими руководителями абсолютно бессмысленны и непродуктивны. Автор считает, что России следует «дождаться появления на Украине вменяемого руководства, которое нацелено не на тотальную конфронтацию с Россией на грани войны,… а на выстраивание равноправных и взаимовыгодных отношений с Россией». В тот же день пресс-секретарь президента РФ Дмитрий Песков заявил журналистам, что статья Дмитрия Медведева написана в унисон с тем, что неоднократно декларировалось российской стороной на различных уровнях.
17 ноября МИД России опубликовал закрытую переписку главы МИД Сергея Лаврова с министрами иностранных дел Германии и Франции Хайко Маасом и Жан-Ивом Ле Дрианом. Переписка была обнародована после того, как Ле Дриан и Маас по итогам встречи с главой украинского МИД Дмитрием Кулебой призвали Москву «проявить сдержанность и прозрачно информировать о своей военной активности». Франция и Германия также предупредили Россию о «тяжёлых последствиях» при «новой попытке подорвать территориальную целостность Украины». Из публикации стало окончательно ясно, что Россия не согласится ни на саммит «нормандской четвёрки», ни даже на встречу министров иностранных дел до тех пор, пока партнёры будут продолжать называть Россию стороной конфликта на востоке Украины или будут пытаться привлечь её к выполнению Минских соглашений.
Дипломатическая переписка была обнародована на фоне очередного обострения отношений между НАТО и Россией, произошедшего в начале ноября, когда в западных СМИ появились публикации о том, что Россия вновь стягивает войска к украинской границе.
Выступая в Совете Федерации 1 декабря, Сергей Лавров заявил: «Киев становится всё более и более наглым… в своей агрессивности по отношению к минским договорённостям, по отношению к Российской Федерации и в своих попытках спровоцировать Запад на поддержку воинственных устремлений». Лавров допустил возможность «военной авантюры» со стороны Украины. «Но мы никогда не будем срываться и никогда не скажем: ну всё, умерла так умерла. Пусть они это скажут, а мы будем требовать выполнения резолюции Совета Безопасности ООН», — сказал Лавров.
1 декабря Владимир Путин на церемонии вручения верительных грамот иностранными послами в Кремле заявил, что Россия в диалоге с западными странами будет стремиться к достижению соглашений об отказе НАТО от расширения на восток и размещения вооружений вблизи границ России. «Перед нашей дипломатией сейчас стоит первоочередная задача — добиваться предоставления сильных, надёжных и долгосрочных гарантий безопасности. В диалоге с США и их союзниками будем настаивать на выработке конкретных договорённостей, исключающих любые дальнейшие продвижения НАТО на Восток и размещение угрожающих нам систем оружия в непосредственной близости от территории России», — сказал Путин. Он добавил, что предложил начать «предметные переговоры» по этому вопросу. По его словам, речь пойдёт об обеспечении «правовых, юридических гарантий», поскольку соответствующие устные обязательства западные страны выполнить отказались. «Мы для себя никаких особых условий не требуем. Понимаем, что любые договорённости непременно должны учитывать как интересы России, так и всех государств Евроатлантики. Спокойная, стабильная ситуация должна быть обеспечена для всех и нужна всем без исключения»,— подчеркнул Путин. 2 декабря глава МИД РФ Сергей Лавров, выступая на заседании министров иностранных дел стран ОБСЕ, предупредил, что Европа может вернуться к «кошмарному» сценарию военного противостояния, чему, по его словам, способствуют планы размещения на европейской территории американских ракет средней дальности, приближение инфраструктуры НАТО к границам РФ и военная «накачка» Украины, «подогревающая настрой Киева на саботаж Минских договорённостей и подпитывающая иллюзию силового решения конфликта». Из выступления министра чётко следовало, что вступление Украины в НАТО — это «красная линия» для России.
После встречи Сергея Лаврова и госсекретаря США Энтони Блинкена в Стокгольме 2 декабря МИД РФ сообщил: «Подчёркнуто, что игнорирование законных озабоченностей России, втягивание Украины в геополитические игры США на фоне развёртывания сил НАТО в непосредственной близости от наших границ будут иметь самые серьёзные последствия, вынудят принять ответные меры для выправления военно-стратегического баланса. Альтернативой этому могли бы стать долгосрочные гарантии безопасности на наших западных рубежах, что следует рассматривать как императивное требование».

#### Сирийский кризис
В 2014 году часть территории Сирии была захвачена террористическими формированиями «Исламского государства» (ИГИЛ), провозгласившими халифат на территории Ирака и Сирии. К осени 2015 года ситуация в Сирии стала катастрофической, угрожая поражением сирийской правительственной армии и захватом Дамаска, что привело бы к крушению сирийской государственности. Террористические группировки и формирования вооружённой оппозиции располагали стратегическим преимуществом и контролировали целые провинции и большинство нефтяных месторождений. Правительственные силы были фактически прижаты к западной границе Сирии.
30 сентября 2015 года по просьбе президента Сирии Башара Асада Россия начала военную операцию против формирований «Исламского государства» и «Джебхат ан-Нусра» в Сирии. При этом Россия отказалась присоединиться к действующей под эгидой США международной коалиции, сославшись на то, что эта коалиция действует в Сирии без мандата Совета Безопасности ООН и не имея согласия законного правительства Сирии.
Вступление России в конфликт позволило радикальным образом изменить направленность и характер военных действий. В январе 2017 года по инициативе России, Турции и Ирана в Астане (Казахстан) начались межсирийские мирные переговоры, участниками которых впервые за время конфликта стали представители сирийского правительства и вооружённой оппозиции.
К началу 2018 года стало понятно, что коалиция сил, ведомая Россией (Сирия, Иран и разнообразные местные ополчения), в общем уже близка к выполнению своих главных военно-стратегических задач. Этот военный успех привёл к достижению политических преимуществ и установлению политического соглашения на российских условиях. В дополнение к этому, Турция и Саудовская Аравия убедились в бесперспективности участия в войне спонсируемых ими группировок, а США были вынуждены отказаться от намерения сменить власть президента Башара Асада.
11 декабря 2017 года на авиабазе Хмеймим Путин объявил о завершении операции в Сирии, выводе основной части российской группировки войск из страны, достигнутом главном результате — сохранении Сирии как суверенного, независимого государства, создании условий для политического урегулирования под эгидой ООН. На территории Сирии продолжает функционирование российский Центр по примирению враждующих сторон, в Сирии началась реализация программы по восстановлению мирной жизни и возвращению беженцев. В соответствии с международными договорами в Сирии на постоянной основе остались два российских пункта базирования — авиабаза Хмеймим и пункт материально-технического обеспечения ВМФ России в Тартусе. Помимо этого, Россия предприняла шаги по обеспечению постоянного присутствия военных кораблей и подлодок с высокоточным оружием в Средиземном море.
Подводя в ноябре 2017 года итоги «работы в Сирии за последние два года», президент Владимир Путин самым значимым результатом назвал создание усилиями России, Турции и Ирана зон деэскалации. Договорённости об их создании были выработаны в рамках переговорного процесса в Астане, инициированного этими тремя государствами. Как показало дальнейшее развитие событий, именно ускоренный переход к новому этапу сирийского урегулирования к концу 2017 года стал основной задачей российской дипломатии на Ближнем Востоке. Этот этап предполагает завершение активной фазы боевых действий и начало межсирийского диалога с максимально широким вовлечением в него национальных и религиозных групп.
29 сентября 2017 года, подводя итоги двух лет российской операции в Сирии, газета «Ведомости» в своём комментарии отметила, что сирийская кампания помогла российскому руководству решить ряд «тактических вопросов внешней и внутренней политики» — навязать Западу взаимодействие и расширить диалог, существенно сократившийся после аннексии Крыма и начала военного конфликта в Донбассе, совместно с Ираном спасти режим Башара Асада от краха, убедить российский народ в возвращении статуса великой державы, в одиночку противостоящей исламистам и Западу, и повысить боеготовность армии и флота, обучая их в реальной боевой обстановке. При этом, однако, Россия не смогла вернуться к полноценному сотрудничеству с Западом и разрешить противоречия между участниками внутрисирийского конфликта. По мнению экспертов, однако, стратегическая цель участия России в сирийском конфликте осталась не достигнутой: Россия не получила смягчения санкций или изменения позиции Запада по Украине. Вероятность нового обострения гражданской войны и возникновения конфликта между внешними сторонами, вовлечёнными в войну, оставалась высокой.
Завершение военной фазы конфликта в Сирии и переход к стадии политического урегулирования привели к интенсификации дипломатических контактов России с основными действующими лицами в сирийском конфликте — Ираном, Турцией, Саудовской Аравией. Россия поддерживает контакты с руководством Египта, Израиля и других государств.

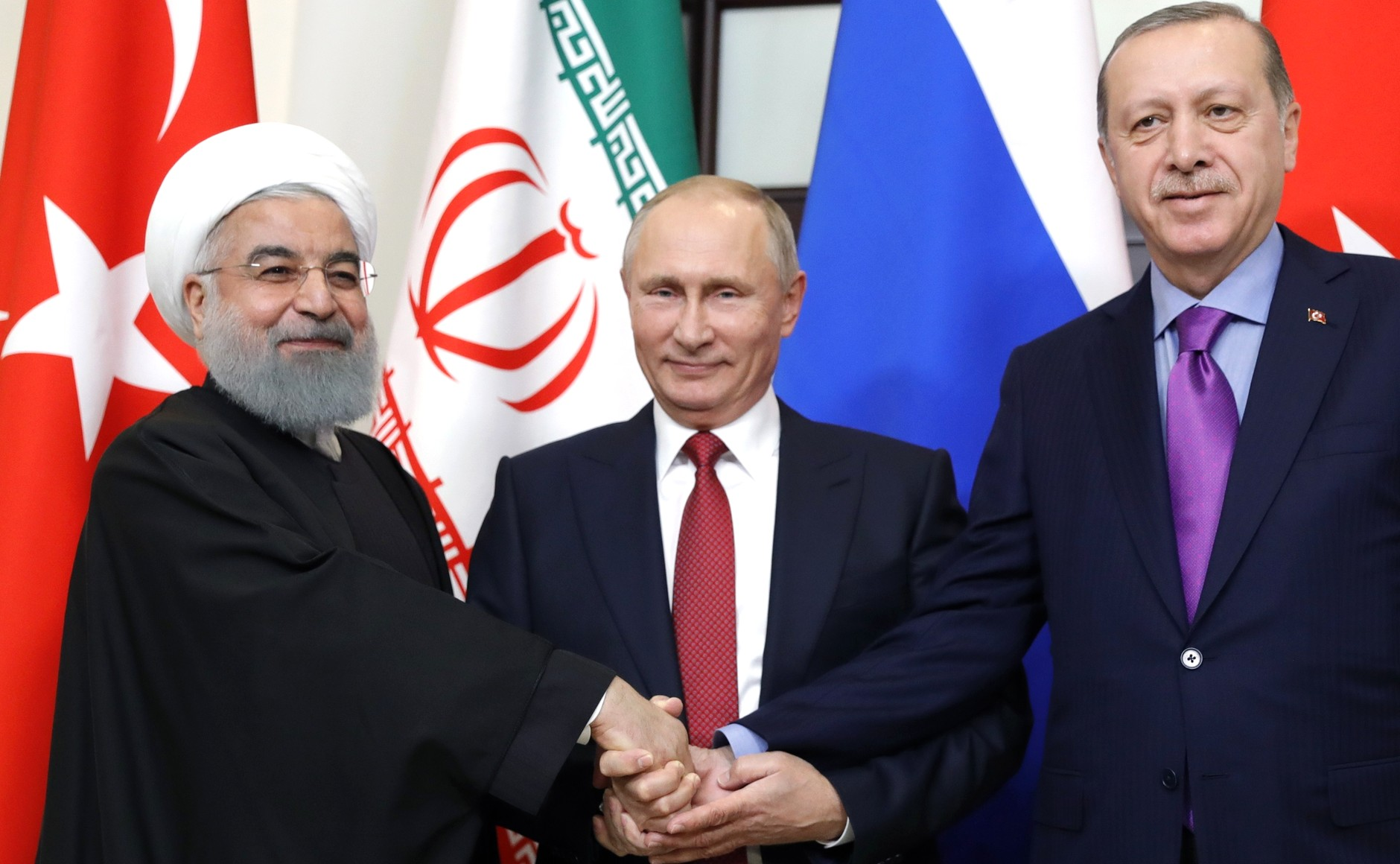
Президент Ирана Хасан Рухани, Президент России Владимир Путин, Президент Турции Реджеп Тайип Эрдоган перед переговорами
по урегулированию сирийского кризиса.
Россия, Сочи, 22 ноября 2017 года

29-30 января 2018 года в Сочи состоялся Конгресс сирийского национального диалога, в котором приняли участие около 1,4 тыс. представителей различных политических сил Сирии, проживающих как в Сирии, так и за рубежом, члены профсоюзов, старейшины племен, религиозные деятели, активисты и правозащитники и представители студенческих союзов, как оппозиционных, так и лояльных нынешнему сирийскому режиму и президенту страны Башару Асаду, международные наблюдатели и представители России, Турции и Ирана. На форуме было принято решение о формировании полномочного органа из представителей официальных властей Сирии, оппозиции и независимых политиков для подготовки новой конституции Сирии под эгидой ООН в Женеве.

## Россия — США

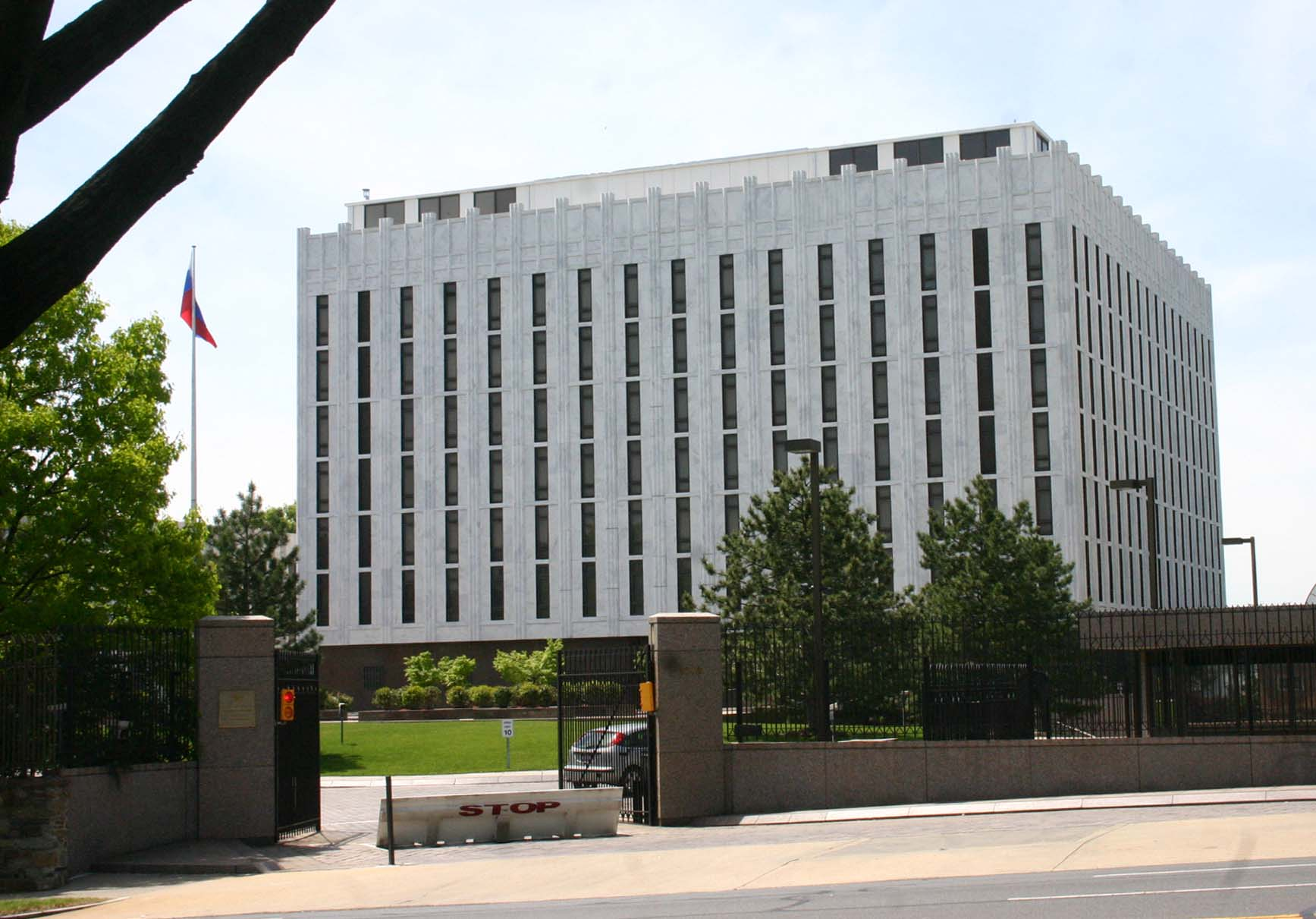
Российское посольство в США (Вашингтон)

США признали СССР в 1933 году. В 1930-е годы отношения между странами были прагматичными, американские компании внесли значительный вклад в индустриализацию СССР. В годы Второй мировой войны СССР и США были союзниками по антигитлеровской коалиции, однако почти сразу же после завершения войны США и СССР как две сверхдержавы вступили в ожесточённое стратегическое соперничество за влияние в мире (так называемая «холодная война»), определявшее развитие мировых процессов до конца 1980-х годов.
С конца 1980-х годов между США и СССР, а с 1991 года — Россией, установились партнёрские и дружественные отношения, которые стали заметно ухудшаться с весны 1999 года вследствие военной кампании НАТО против Югославии. Новый этап напряжённости между странами был вызван аннексией Крыма Россией и российско-украинской войной в 2014 году.
Администрация президента Обамы взяла курс на «системное сдерживание» России, сворачивание связей и ввела визовые, финансовые и имущественные санкции против ряда российских официальных лиц, депутатов Федерального собрания и предпринимателей, а также компаний и банков, которые с тех пор неоднократно продлевались и усиливались. С российской стороны принимались ответные меры — как зеркальные, так и асимметричные — по защите национальных интересов России в связи с недружественными действиями.
Победа Дональда Трампа на президентских выборах в США в ноябре 2016 года породила в России надежды на улучшение российско-американских отношений, однако на практике американская администрация продолжила конфронтационную линию, используя против России экономические, военно-политические, пропагандистские и иные инструменты.
После вступления Джозефа Байдена в должность президента США официальные лица новой администрации сообщили, что США не стремятся ни к осложнению отношений с Россией, ни к «перезагрузке» этих отношений. Целью новой политики США будет достижение предсказуемых и стабильных отношений, оставляющих место для сотрудничества в ряде сфер для продвижения интересов США. При этом США «могут привлекать Россию к ответственности за любые её злонамеренные действия». Ещё до инаугурации Байдена он договорился с президентом Путиным по телефону о продлении на пять лет без дополнительных условий Договора СНВ-III, действие которого истекало 4 февраля 2021 года. Новая администрация продолжила политику санкций против России, но не стала препятствовать завершению строительства газопровода «Северный поток — 2». 16 июня 2021 года в Женеве состоялись первые переговоры Владимира Путина и Джо Байдена. В ходе саммита, в частности, была достигнута договорённость о запуске российско-американского диалога по стратегической стабильности.

### 2022
5 сентября 2022 года президент России Владимир Путин в утвердил новую внешнеполитическую доктрину, основанную на концепции «Русского мира». Доктрина представлена как стратегия «мягкой» силы для защиты и продвижения «традиций и идеалов Русского мира». В частности, предполагается поддержка соотечественников, помощь в сохранении культурной идентичности. В качестве приоритета заявлено расширение сотрудничества со славянскими народами, Китаем и Индией и укрепление связей с Ближним Востоком, Латинской Америкой и Африкой, а также Абхазией, Южной Осетией, а также самопровозглашёнными Луганской и Донецкой Народными Республиками.
27 октября, выступая на Международном дискуссионном форуме «Валдай» Владимир Путин, как отмечает Financial Times, в примирительном тоне призвал к взаимному уважению между Россией и Западом; как он заявил, между мировыми державами, в том числе Россией и Западом, должен начаться «диалог на равных». По его словам, Российская Федерация никогда не была врагом Запада, а «англофобия» столь же негативна, как и «русофобия», однако Россия всегда будет выступать против Запада в его «агрессивной, космополитической, неоколониальной» форме. «Симфония человеческих цивилизаций» должна определять новый многополярный мир, а Совет безопасности ООН должен быть реструктурирован, заключил он.

### 2023
В марте 2023 года президент РФ Владимир Путин утвердил обновленную Концепцию внешней политики России. По его словам, необходимость в ней возникла из-за кардинальных изменений в международной обстановке, в связи с чем возникла необходимость корректировки ключевых документов стратегического планирования.
31 марта 2023 года министр иностранных дел РФ Сергей Лавров представил её на заседании Совбеза. Основной идеей документа стала идея о формировании рамок международной жизни на основе справедливого баланса интересов, а не в эгоистических интересах Запада и его монополии. В документе признается беспрецедентный уровень международной напряженности за прошедшие десять лет, а также экзистенциальных характер угроз для безопасности России, создаваемые действиями недружественных государств.
Издание «Ведомости» отметило, что одним из важнейших пунктов Концепции, является раздел об оставлении РФ за собой права на использование Вооруженных сил для отражения и предотвращения вооруженного нападения на себя или своих союзников. В документе говорится: «Россия самоопределилась в качестве самобытной страны-цивилизации, обширной евразийской и евро-тихоокеанской державы, оплота Русского мира, одного из суверенных центров мирового развития, играющего уникальную роль в поддержании глобального баланса сил и обеспечении мирного, поступательного развития человечества». Отношение к другим государствам и межгосударственным объединениям определяется характером их политики в адрес РФ.
Одним из ключевых тезисов Концепции «Ведомости» считают, стремление России к формированию системы международных отношений, обеспечивающей сохранение «культурно-цивилизационной самобытности, безопасности и равные возможности развития для всех государств».
Главным источником антироссийской политики и рисков для собственной безопасности в документе называется курс США. Отмечено, что увеличение самостоятельности от Соединённых Штатов благоприятно сказалось бы на благополучии стран ЕС.
Для адаптации к многополярному миру, РФ намерена уделять «приоритетное внимание устранению рудиментов доминирования США и других недружественных государств в мировых делах, созданию условий для отказа любого государства от неоколониальных и гегемонистских амбиций».
В качестве приоритетов гуманитарной политики называются: противодействие кампании русофобии, защита русского языка, российской культуры, спорта и РПЦ от дискриминации, консолидация международных усилий, направленных на защиту универсальных и традиционных духовно-нравственных ценностей.
Особое внимание уделено развитию связей с дружественными «глобальными центрами силы» — Китаем и Индией, а также сотрудничеству с Латинской Америкой.

## Россия — Великобритания
Великобритания стала первой влиятельной европейской страной, отношения с которой проделали путь от «почти дружбы» в начале первого президентского срока Владимира Путина до открытого противостояния в 2006—2007 годах, особенно после отказа Великобритании выдать России нескольких лиц, объявленных в розыск российской Генеральной прокуратурой, что привело к первому в постсоветской истории открытому дипломатическому противостоянию с державой мирового масштаба.
После того как в 2014 году Великобритания, наряду с другими странами Евросоюза, поддержала введение санкций против России из-за событий на Украине, большинство направлений двустороннего российско-британского политического диалога было заморожено.

## Россия — Германия
Переход послевоенной Германии от конфронтации со странами социалистического лагеря к сотрудничеству начался в конце 1960-х годов с приходом к власти в ФРГ социал-демократов во главе с Вилли Брандтом. В 1970 году был подписан Московский договор между СССР и ФРГ, зафиксировавший нерушимость границ и отказ от территориальных претензий.
C начала 1970-х годов ФРГ прочно заняла место главного торгового партнёра СССР. 12 сентября 1990 года в Москве был подписан Договор об окончательном урегулировании в отношении Германии.
3 октября 1990 года ГДР вошла в состав Федеративной Республики Германия. К сентябрю 1994 года все советские (российские) войска покинули территорию Германии.
После распада СССР Россия сохранила конструктивные добрососедские отношения с Германией.
В 2014 году эти отношения значительно ухудшились из-за аннексии Крыма Россией и конфликта на востоке Украины. Канцлер Германии Ангела Меркель неоднократно обвиняла Россию во вмешательстве во внутренние дела Украины и в поддержке самопровозглашённых Донецкой и Луганской народных республик.
См. также
- Северный поток — 2

#### Россия — Бавария
Бавария — без преувеличения крупный партнёр для России. Размер ВВП региона в 2017 году оценивался в 594,4 млрд евро — 7-е место в Евросоюзе. Более того, федеральная земля — один из ключевых мировых поставщиков товаров и услуг: экспорт приносит Баварии каждый второй евро. А среди всемирно известных региональных компаний — BMW, Audi, MAN, Siemens, Airbus, Adidas, Hochland.
Отношения между тогда ещё СССР и федеральной землёй зарождались в конце 1980-х годов, а в 1995 году в Москве появилось представительство Баварии. Сегодня Россия занимает важное место среди 15 крупнейших торговых партнёров территории. Особенно ценят российские покупатели технологические разработки, продукцию машиностроения, автопрома, химической промышленности и электронику. Российский же экспорт в Баварию — главным образом газ и нефть.
Не скупятся баварские предприятия на инвестиции, вкладывают средства в российские производства, открывают представительства. В Калининграде, например, с 1999 года собирают автомобили BMW, а в июне 2019 года стало известно, что немецкая компания Durr займется строительством нового завода.
Министерство экономики региона каждый год отправляет в Москву делегации для поддержания и развития экономических контактов с российскими партнёрами. Представительство Баварии регулярно проводит в России встречи, форумы, круглые столы и другие мероприятия.

## Россия — Италия
Италия является одним из самых близких внешнеполитических партнёров России в Европе. Официальный Рим одним из первых признал новую Россию в качестве правопреемницы СССР. Этапным событием стал визит в Рим президента РФ Бориса Ельцина 19-20 декабря 1991 года, по итогам которого было принято совместное заявление об основах двусторонних отношений. 14 октября 1994 года был подписан Договор о дружбе и сотрудничестве.
В 1994 году по инициативе премьер-министра Сильвио Берлускони Ельцин был приглашён на саммит семи ведущих государств мира в Неаполь, что положило начало интеграции России в «Большую семёрку» и превращения её в «восьмёрку», из которой Россия выпала в 2014 году.
Современный этап итальянской внешней политики характеризуется конструктивными отношениями с Россией — при сохранении обязательств Италии в отношении НАТО и Евросоюза.
Знаковым событием стало подписание в июне 2004 года межправительственного Соглашения об упрощении выдачи виз гражданам РФ и Итальянской Республики, которое облегчило взаимные контакты для молодёжи, деятелей науки, культуры, предпринимателей, госслужащих.
В 1969 году был подписан первый советско-итальянский контракт по поставкам природного газа на Апеннины, в 2006 году стратегическое соглашение между ENI и Газпромом о поставках газа в Италию было продлено до 2035 года. В 2016 году Италия являлась третьим по значимости в Европе и четвёртым в мире экономическим партнёром России.

## Россия — Франция
Франция — один из ведущих партнеров России в Европе и мире. Дипломатические отношения между СССР и Францией были установлены 28 октября 1924 года. 7 февраля 1992 года был подписан Договор между Россией и Францией, подтвердивший стремление обеих сторон развивать «отношения согласия, основанные на доверии, солидарности и сотрудничестве». Между странами налажено разноплановое сотрудничество в сферах политики, экономики, культуры и гуманитарных обменов. Участие Парижа в инициированных Евросоюзом антироссийских рестриктивных мерах оказало негативное влияние на динамику двусторонних связей, однако не изменило их традиционно дружественный и конструктивный характер. Высокой интенсивностью отличается российско-французский политический диалог.
В начале 2020 года министр экономики и финансов Франции Брюно Ле Мэр заявил о намерении Франции перезапустить экономические отношения с Россией и продолжать налаживать стратегические связи с Москвой.

## Россия — Польша
Российско-польские отношения

## Скандинавские страны и Финляндия
Норвегия
Финляндия
Швеция
Дания

## Страны Балтии
Самая острая проблема в отношениях между Россией и странами Балтии — требование балтийских стран признать то, что они называют оккупацией Советским Союзом прибалтийских государств в 1940—1991 годах.
28 сентября и 10 октября 1939 года — после того, как Германия напала на Польшу, а СССР также ввёл свои войска на территорию Польши и фактически принял участие в её разделе, — СССР предложил прибалтийским государствам заключить договоры о взаимопомощи, в том числе об оказании военной помощи, создании военных баз и размещении на них советских войск (по 25 тыс. человек в Латвии и Эстонии и 20 тыс. — в Литве). По заявлениям прибалтийских государств, эти договоры были им навязаны советским руководством, а последующее их присоединение к СССР следует рассматривать как оккупацию. Таким образом, договор о ненападении между Германией и Советским Союзом, подписанный 23 августа 1939 года как результат Мюнхенского сговора и отказа Великобритании подписать с СССР пакта о взаимной защите в случае нападения Германии, фактически предопределил судьбу прибалтийских государств.
Одновременно с заключением договора о взаимопомощи, СССР передал Литве Вильнюс и Виленский край, отошедшие после раздела Польши к СССР. Менее чем через год было оформлено вступление всех трёх стран в состав СССР в качестве союзных социалистических республик — после ввода советских войск в Прибалтику в июне 1940 года во всех трёх странах были созданы просоветские правительства и проведены выборы, 21 июля сейм Латвии провозгласил, что Латвия становится социалистической республикой, в тот же день об установлении советской власти провозгласили сейм Литвы и парламент Эстонии, а 3—6 августа Верховный Совет СССР удовлетворил просьбу Латвии, Литвы и Эстонии о вхождении в СССР.
Накануне Великой Отечественной войны из Прибалтики органами НКВД были депортированы несколько десятков тысяч человек.
В период Великой Отечественной войны в Латвии и Эстонии были сформированы дивизии войск СС, а также полицейские батальоны, воевавшие на советско-германском фронте и принимавшие активное участие в карательных акциях против мирного населения.
После занятия Литвы, Латвии и Эстонии Красной армией на их территории развернулось активное антисоветское партизанское движение, которое было окончательно подавлено лишь к середине 1950-х годов.
На Ялтинской конференции в феврале 1945 года были закреплены послевоенные границы. Руководство стран-союзников не пожелало в тот момент идти на обострение отношений с Советским Союзом. Впоследствии это не помешало западным государствам поддерживать многочисленные требования общественности о предоставлении независимости прибалтийским республикам. В то же время официальное предъявление таких требований могло привести к развалу всей системы послевоенных международных соглашений. Проблема нашла своё разрешение лишь благодаря центробежным процессам внутри самого Советского Союза. Получив в результате этого независимость, прибалтийские государства теперь хотели бы возложить вину за действия советского руководства на Россию как на правопреемника СССР. Россия категорически возражает против такого подхода.
С проблемой «аннексии» и «оккупации» связаны вопросы о заключении пограничных договоров между Россией, Эстонией и Латвией, а также о притеснении русскоязычного меньшинства в этих странах, включая отсутствие прогресса в сфере натурализации (по российским данным, до сих пор[уточнить] 450—480 тыс. жителей Латвии и 160 тыс. жителей Эстонии относятся к категории лиц без гражданства), ограничения на использование русского языка, преследования бывших сотрудников советских правоохранительных органов и в то же время прославление ветеранов пронемецких отрядов как «борцов за независимость от СССР». Лишь Литва приняла так называемый «нулевой вариант», автоматически предоставив своё гражданство всем гражданам СССР, проживавшим на её территории на момент провозглашения независимости (по причине изменения границ государства, после передачи Вильнуса в состав Литовской ССР).
Россия недовольна требованиями стран Балтии извиниться за «советскую оккупацию» и компенсировать ущерб за неё. Российские власти также обвиняют их в провоцировании Евросоюза и НАТО на более жёсткий курс в отношении России.
Прибалтийские страны резко выступили против планируемого строительства Северо-Европейского газопровода (Северный поток) — газопровода между Россией и Германией по дну Балтийского моря, соглашение о котором было подписано в начале сентября 2005 года. Так, премьер-министр Литвы заявил, что строительство СЕГ обернётся экологической катастрофой для Балтийского моря в связи с тем, что на дне Балтийского моря находятся места захоронения химического оружия нацистской Германии, а депутат Европарламента от Литвы Витаутас Ландсбергис — что «этот новый альянс немцев и русских был спланирован для изменения политической карты Европы». Аналогичную реакцию продемонстрировали Польша и Латвия.
25-26 ноября 2005 года в Таллине состоялась сессия президиума Балтийской ассамблеи, главным пунктом повестки дня которой стало обсуждение проекта строительства СЕГ. Парламентарии Литвы, Латвии, Эстонии и Польши приняли резолюцию, требующую от России и Германии учесть их экологические и экономические интересы.
В сентябре 2009 года правительство Эстонии, в попытке сорвать проект, приняло решение дать отрицательный ответ на ходатайство Nord Stream AG о проведении геологоразведочных работ на месте предполагаемой прокладки газопровода.
Аналогичная позиция была занята и по проекту Северный поток — 2.

### Россия — Литва
22 декабря 1918 года декретом Совета народных комиссаров РСФСР признала Литовскую советскую республику, позднее вошедшую в Литбел.
В 1920 году по Московскому договору РСФСР признала независимость Литовской Республики.
В 1939 году был заключён Договор о передаче Литовской Республике города Вильно и Виленской области и о взаимопомощи между Советским Союзом и Литвой.
В 1940 году последовало присоединение Прибалтики к СССР.
Литва приняла в 2008 году закон, уравнивающий нацистскую и советскую символику и запрещающий её публичное использование; под действие литовского закона также попадает исполнение современного гимна России.
На начало 2017 года заморожены все контакты между двумя странами на политическом уровне.
В апреле 2019 МИД Литвы принял решение отозвать своего посла в России «для консультаций», после приговора в Литве по делу о «событиях 13 января 1991 года».
4 апреля 2022 года Литва приняла решение о понижении дипломатических отношений, реагируя на агрессивные действия России на Украине: посол России в Вильнюсе должен будет покинуть Литву, посол Литвы в РФ отзывается из Москвы. Также Литва закрывает консульство России в Клайпеде, Россия же закрыла Генеральное консульство Литвы в Санкт-Петербурге.
Договоры о границах
Литва подписала с Россией договоры о сухопутной и морской (в районе Калининграда) границах в октябре 1997 года.
Заключение пограничного договора с Литвой прошло более или менее гладко, в основном потому, что границы Литовской ССР, установленные после Второй мировой войны, охватывают гораздо большую территорию, чем границы довоенной Литовской Республики: в октябре 1939 года СССР передал Литве Виленский край и Вильно (историческая столица Литвы), захваченные Польшей в 1920−1921 годах, в январе 1945 года Литовской ССР был передан Мемель (Клайпеда), аннексированный Третьим рейхом в марте 1939 года; эти области составляют около 30 % современной территории Литвы.

### Россия — Эстония

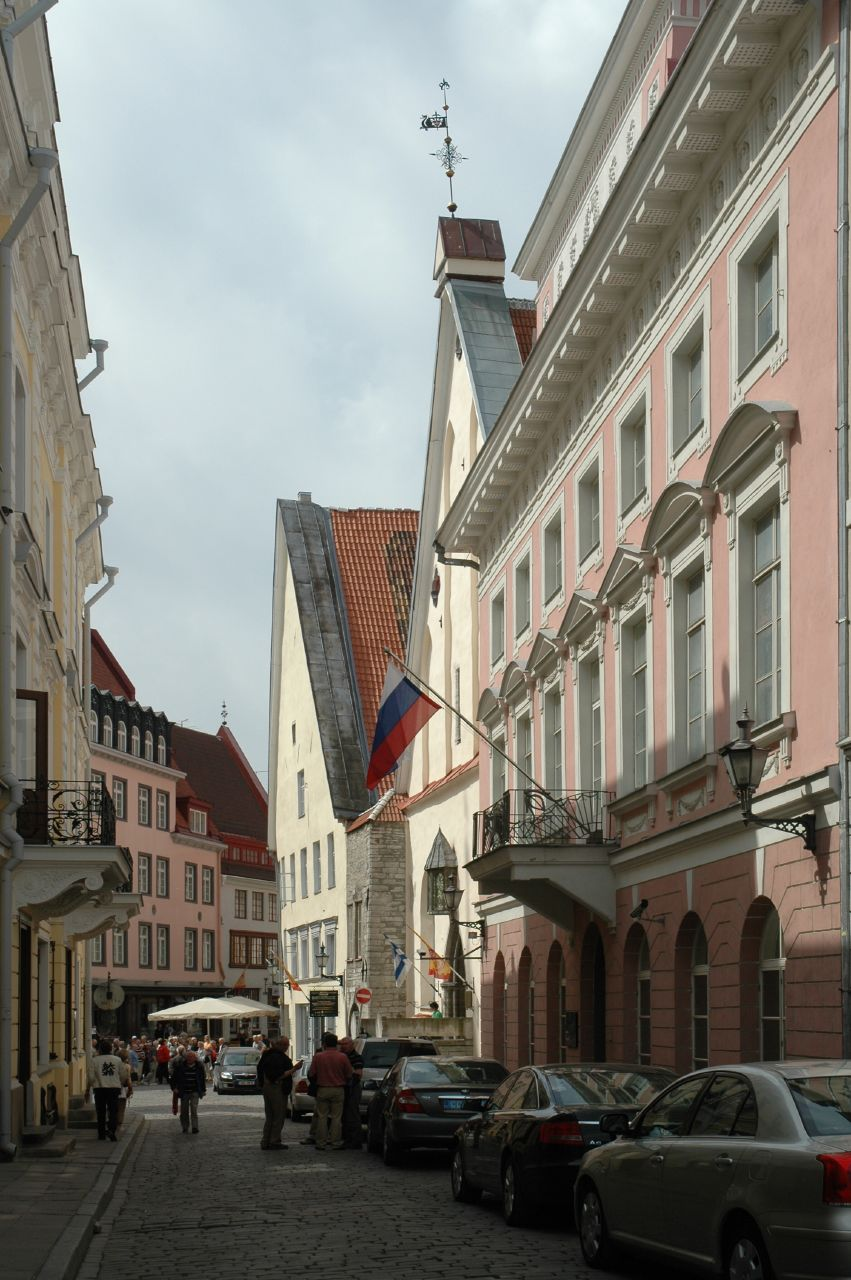
Российское посольство в Эстонии (Таллин)

Общая протяжённость эстонско-российской границы составляет 460,6 км, из них сухопутная граница — 138 км.[значимость факта?]
В мае 2005 года, после того как эстонский президент Арнольд Рюйтель отказался приехать в Москву на празднование Дня Победы, Владимир Путин дал указание российскому МИДу подписать уже согласованные и не вызывающие никаких разногласий пограничные договоры с Эстонией в ходе визита в Россию главы МИД Эстонии Урмаса Паэта.
18 мая 2005 года министры иностранных дел России и Эстонии Сергей Лавров и Урмас Паэт подписали договоры о государственной границе и разграничении морских пространств в Нарвском и Финском заливах, закрепившие прохождение госграницы между двумя государствами по прежней административной границе между РСФСР и Эстонской ССР «с незначительной корректировкой на условиях адекватной территориальной компенсации». Тексты договоров были согласованы ещё в ноябре 1996 года и парафированы в марте 1999 года. Тем не менее подписание документов откладывалось по разным причинам и в итоге растянулось на шесть лет. В течение всего этого времени граница между двумя государствами имела официальное название «временная контрольная линия».
По подписанным договорам стороны, учитывая их пожелания, уступают друг другу по 128,6 га суши и по 11,4 км² поверхности озёр. Таким образом, в частности, решается проблема «Саатсеского сапога» — участка российской территории площадью 115,5 га, по которому проходит эстонская автомобильная дорога из уездного центра Вярска в волостной центр Саатсе. Он перейдёт к Эстонии, которая взамен передаст России лесной надел площадью 68,9 га в волости Меремяэ и 33,9 га болотистой территории в окрестностях волости Вярска.
На Чудском озере и Эстония, и Россия получают право пользоваться своей половиной фарватера. Россия будет иметь выход из Чудского озера к реке Нарве и контроль за работой шлюзов на Нарвском водохранилище, водой из которых пользуются для охлаждения эстонские электростанции в Нарве, а Эстония получает важные с точки зрения рыбного промысла участки озера в районе острова Пийрисаар (старое русское название «остров Межа»), расположенного севернее пролива между Чудским и Псковским озёрами.
Однако 20 июня 2005 года эстонский парламент в ходе ратификации внёс в текст закона о ратификации договоров две поправки — ссылки на Декларацию Государственного Собрания Эстонии о восстановлении конституционной государственной власти от 7 октября 1992 года, в которой упоминается «агрессия Советского Союза против Эстонии», «десятилетия оккупации», а также «противозаконное» включение Эстонии в состав СССР, и на Тартуский мирный договор между Советской Россией и независимой Эстонской Республикой, по которому в состав последней были включены часть нынешнего Кингисеппского района Ленинградской области — в том числе Ивангород — и Печорский район Псковской области. Эти поправки были внесены по требованию оппозиционной партии Res Publica.
В преамбуле закона о ратификации также содержатся ссылки на Манифест о независимости от 24 февраля 1918 года и на решение Верховного совета Эстонской Республики о независимости от 20 августа 1991 года.
22 июня МИД России, проанализировав сделанные поправки, отказался выносить договоры на ратификацию Госдумой, поскольку эстонские депутаты включили в преамбулу закона о ратификации договора ссылки на ряд «внутригосударственных документов Эстонии, которые не соответствуют объективным реалиям, создают ложный контекст для толкования и реализации положений этих договоров и, таким образом, лишают смысла многолетнюю работу, предшествовавшую их подписанию». Российская сторона считает, что это создаёт предпосылки для предъявления Эстонией в будущем территориальных или иных претензий к России.
27 июня министр иностранных дел России Сергей Лавров заявил, что отзывает свою подпись под договором о границе с Эстонией. По словам Лаврова, теперь двум странам придётся проводить новые переговоры. Послу Эстонии в России Карин Яани вручена нота, в которой эстонскую сторону «извещают о намерении инициировать соответствующие процедуры с целью снять с России в соответствии с международным правом обязательства, взятые при подписании 18 мая пограничных договоров с Эстонией».
Как сказал Сергей Лавров, эстонская сторона не выполнила своё обещание не увязывать подписание договора с какими-либо политическими требованиями, и теперь Россия не считает себя связанной какими-либо обязательствами.
Эстонский МИД в ответ сделал заявление, в котором выразил «сожаление и удивление» подобным шагом.
Одним из моментов, осложнявших работу над пограничным договором в первой половине 1990-х годов, было требование некоторых эстонских политиков, чтобы граница с Россией пролегала по линии, указанной в Тартуском мирном договоре 1920 года. В ходе переговоров эстонской стороне пришлось отказаться от этих претензий, тем не менее многие годы вопрос о границах с Россией оставался предметом постоянной дискуссии в Эстонии, не утратившей остроты даже после подписания документов.
Сторонники восстановления территориальной целостности довоенной Эстонской Республики утверждали, что отказ от «исконно эстонских земель» станет угрозой эстонской государственности, ведущей отсчёт от Тартуского мирного договора как первого акта международного признания суверенной Эстонской Республики. Так, например, лидер оппозиционной партии «Исамалийт» («Союз Отечества») Тынис Луукас заявлял, что подписание договора, узаконивающего границу в нынешнем виде, позволит России считать датой рождения Эстонской Республики не 1918 год, когда она была провозглашена, а 1991, когда Эстония вышла из состава СССР, или даже 2005 — год заключения договора о новой границе с Россией.
Кроме того, по мнению эстонской оппозиции, договор о границе окончательно расколет ареал проживания малой народности сету — этнической общности, близкой эстонцам по языку, но исповедующей, в отличие от большинства эстонцев-лютеран, православие с элементами язычества и проживающей на юге Эстонии и в прилегающей к ней части Печорского района Псковской области.
Сейчас сету насчитывают всего восемьсот человек, из них 600 в Эстонии и примерно 200 — в Печорском районе. Народность официально признана в Эстонии частью «коренной нации», а её язык — диалектом эстонского.
Эстония предлагает жителям Печорского района (в том числе русским) получение эстонского гражданства по упрощённой схеме. Для этого им достаточно представить документы, подтверждающие, что их предки действительно жили в Печорском районе до 1940 года. По официальным данным эстонского консульства во Пскове, второе (эстонское) гражданство имеют свыше 6000 жителей района. По неофициальным — 15 из общего числа 20 тыс. жителей района.
См. также
- Бронзовый солдат

### Территориальные споры РФ и прибалтийских стран
Из прибалтийских государств территориальные споры у России имеются с Латвией (до 2007 года: Пыталовский район Псковской области — уезд Абрене) и Эстонией (Печорский район Псковской области).
В своё время, при подписании в марте 1918 года Брестского мирного договора, Россия потеряла около 1 млн км². В числе других Россия утратила и эти территории, заселённые русскими.
После поражения Германии в ноябре 1918 года Советская Россия денонсировала Брестский мирный договор. Часть земель удалось вернуть, но Печоры (Петсере), Ивангород и Пыталово (Абрене), доставшиеся прибалтийским республикам, так и остались в их руках. Более того, в 1920 году между Советской Россией и Эстонией был заключён Тартуский мирный договор, а между Россией и Латвией — Рижский мирный договор, где границы признавались в существующих пределах.
После присоединения Эстонии и Латвии к СССР в 1940 году было произведено территориальное размежевание между ними и РСФСР, так что по состоянию на 1991 год, когда произошёл распад СССР, спорные территории находились под административным управлением России.
Уже в середине 1990-х годов пограничные договоры между Россией и прибалтийскими государствами были готовы к подписанию, однако в определённый момент Россия начала затягивать подписание, рассчитывая осложнить странам Прибалтики вступление в НАТО, поскольку одно из требований к новым членам блока состоит в наличии неоспоримых внешних границ, подкреплённых международными соглашениями. Однако неурегулированность границ с Россией не помешала прибалтийским государствам стать членами НАТО. После этого затягивание подписания пограничных договоров потеряло для России всякий смысл.
После того как в 2004 году государства Прибалтики стали членами ЕС, вопрос о неурегулированных отношениях с Россией приобрёл для них новую остроту. Как члены ЕС, прибалтийские государства должны включиться в процесс облегчения визового режима, проводимый Евросоюзом и Россией, и активизировать усилия по борьбе с незаконной иммиграцией. Однако продвигаться в решении этих проблем, не имея пограничных договоров с Россией, практически невозможно.
Для России заключение договоров со странами Прибалтики не менее важно с точки зрения развития отношений между Россией и ЕС и как существенный фактор обеспечения безопасности и территориальной целостности России. Имея уже заключённое ранее пограничное соглашение с Литвой, Россия рассчитывала в 2005 году подвести черту под дискуссией о ключевых моментах европейской истории XX века и заключить аналогичные пограничные договоры с Эстонией и Латвией в ходе торжеств по случаю 60-летия победы над фашистской Германией. Поэтому ещё в конце 2004 Россия предложила главам трёх прибалтийских государств провести 10 мая 2005 года саммит «Россия — страны Прибалтики» и подписать на нём политические декларации и пограничные договоры с Латвией и Эстонией.
Подписание, однако, было сорвано. Латвийский парламент в конце апреля 2005 года принял декларацию, содержащую ссылку на Рижский мирный договор и подразумевающую, по мнению российской стороны, территориальные претензии к России. Что касается Эстонии, то эстонский президент Арнольд Рюйтель отказался приехать в Москву. Не приехал в Москву и литовский президент Валдас Адамкус. По мнению наблюдателей, основная причина отказа президентов Литвы и Эстонии приехать в Москву заключалась в том, что, согласно принятой в этих странах государственной точке зрения, окончание Второй мировой войны для них означало лишь начало новой — советской оккупации.
Лишь через 2 года — 27 марта 2007 года — Россией был подписан договор о границах с Латвией, сейм которой отозвал свою декларацию. С Эстонией этот вопрос не решён до сих пор.
Ещё одна территориальная проблема имеется на северо-востоке Эстонии, где в момент распада СССР появились настроения за воссоединение с Россией.
Прибалтийские страны также опасаются захвата Россией Сувалкского коридора — территории, по которой проходит граница Польши с Литвой, что позволит соединить территорию Белоруссии с Калининградской областью.

## Россия — постсоветские государства
28 ноября 2009 года президент России Дмитрий Медведев, президент Белоруссии Александр Лукашенко и президент Казахстана Нурсултан Назарбаев в Минске подписали договор о создании на территории России, Белоруссии и Казахстана с 1 января 2010 года единого таможенного пространства. В июле начал действовать Таможенный союз Белоруссии, Казахстана и России. По некоторым оценкам, создание Таможенного союза позволит стимулировать экономическое развитие и может дать дополнительно 15 % к ВВП стран-участниц к 2015 году.

### Азербайджан
Президент России В. Путин в феврале 2006 года посетил Баку в сопровождении многочисленной делегации чиновников, бизнесменов и деятелей культуры. Этот визит был уже третьим для Путина, в 2001 году он уже вёл переговоры ещё с Гейдаром Алиевым.
В ходе встречи с главами религиозных конфессий Азербайджана глава управления мусульман Кавказа шейх уль-ислам Аллахшукюр Пашазаде вручил Путину орден «Шейх уль-ислам», учреждённый в 2005 году и вручающийся государственным деятелям за выдающиеся заслуги в сфере государственности. Владимир Путин стал третьим кавалером этого ордена, который до него был вручён лишь Гейдару Алиеву (посмертно) и его сыну Ильхаму.
По итогам 2005 года товарооборот между Россией и Азербайджаном вырос на 41 % по сравнению с 2004 годом и составил 924 млн долл. К концу 2006 года он может достигнуть 1,5 млрд долл. (правда, во многом за счёт повышения цен на российский газ).
Россия участвует в нефтегазовых проектах Азербайджана, имеет свою долю в международных консорциумах. Компании «Лукойл» принадлежит 30 % в разработке месторождения «Карабах» и 10 % — в разработке месторождения «Шах-Дениз». В то же время это единственная крупная российская компания, работающая здесь, и объём российских инвестиций в азербайджанскую экономику достаточно скромен по сравнению с западными капиталовложениями.
В 2005 году из России было поставлено 4,54 млрд м³ газа по 60 долл. за 1 тыс. м³. С января 2006 года цена российского газа возросла до 110 долл. за 1 тыс. м³. На 2007 год «Газпром» настаивает на цене 235 долл. за 1 тыс. м³. Азербайджан считает эту цену необоснованной.
В 2005 году по нефтепроводу Баку-Новороссийск было прокачано на экспорт около 4,4 млн т. азербайджанской нефти. Стабильность работы этого нефтепровода и уровень тарифов на прокачку нефти в 1990-е годы представляли собой основание для многочисленных конфликтов между Россией и Азербайджаном. Нефтепровод проходил через территорию мятежной Чечни, где значительная часть нефти расхищалась. Для предотвращения потерь и урегулирования разногласий с Азербайджаном России пришлось построить новую ветку в обход Чечни.
Энергосистемы России и Азербайджана осуществляют взаимные поставки электроэнергии. В 2006 году Азербайджан получил из России в общей сложности 1,033 млрд кВт·ч электроэнергии и поставил России 0,3 млрд кВт·ч.
Проблема занятости в Азербайджане в основном решается за счёт миграции в Россию. Численность азербайджанцев, работающих в России, оценивается примерно в 2 млн. По разным подсчётам, они ежегодно присылают в Азербайджан до 2,5 млрд долл. В связи с этим в Азербайджане внимательно следят за всеми попытками России ужесточать визовый режим, миграционное законодательство и требования к операциям по переводу средств, а также за проявлениями антимусульманских настроений в России (см. Межэтнический конфликт в Кондопоге). В Баку не забывают, как в середине 1990-х годов российско-азербайджанские экономические контакты были заморожены почти на 3 года в связи с армяно-азербайджанским конфликтом.

### Белоруссия
Россия — основной партнёр Белоруссии в экономической и политической сфере. Россия и другие постсоветские государства представляют для Белоруссии крайне важный рынок сбыта продукции и источник сырья. По мнению экспертов, значительный экономический рост Белоруссии в 2004—2006 годах во многом был связан с её особыми отношениями с Россией.

### Грузия
За время правления президента Михаила Саакашвили, пришедшего к власти в ноябре 2003 года в результате Революции роз, российско-грузинские отношения достигли самой низкой отметки за всю историю Грузии. Начиная с весны 2004 года грузинские власти обвиняли власти России в попустительстве сепаратистским устремлениям властей Южной Осетии и Абхазии, в прикрытии терактов и диверсий, а также в массовой выдаче российских паспортов, прокладывании ветки газопровода из Северной Осетии в Южную и финансировании российским правительством строительства объездной дороги в непризнанную республику.
Весной 2004 года произошло обострение ситуации в зоне грузино-южноосетинского конфликта. Эскалация конфликта продолжалась все летние месяцы, фактически превратив регион в зону боевых действий. Власти Грузии требовали вывода из Южной Осетии российских миротворцев. Зимой 2005 года грузинские власти потребовали немедленно вывести российские военные базы, дислоцировавшиеся в районе Ахалкалаки и в Батуми.
В марте 2006 года Роспотребнадзор наложил запрет на ввоз в Россию грузинских вин и минеральной воды. В сентябре 2006 года грузинская полиция арестовала четырёх российских офицеров, обвинённых в шпионаже, после чего Россия объявила о начале транспортной блокады Грузии. Единственный пограничный КПП Казбеги-Верхний Ларс на границе между Россией и Грузией был закрыт по инициативе российской стороны и возобновил работу лишь в марте 2010 года. 3 октября было запрещено авиасообщение Грузии с Россией. Российские власти заявили, что эти действия являются ответом на антироссийский курс Грузии.
В этот период отношения между Тбилиси и Москвой ещё более осложнились на фоне намерений Саакашвили ускорить присоединение Грузии к НАТО. В феврале 2008 года Саакашвили направил письмо генеральному секретарю НАТО, в котором была выражена готовность грузинской стороны присоединиться к Плану действий по подготовке к членству в НАТО (ПДПЧ). На апрельском (2008) саммите НАТО было заявлено, что Грузия станет членом НАТО, когда будет соответствовать предъявляемым требованиям к членству в этой организации. Владимир Путин в ответ заявил о намерении «предметно поддержать» Абхазию и Южную Осетию, руководители которых обратились к нему с посланиями, выразив опасения по поводу принятого на саммите НАТО решения.
С первых дней августа начались локальные перестрелки и провокации; В ночь с 7 на 8 августа 2008 года грузинские войска вошли в южноосетинский город Цхинвал. Началась пятидневная война с участием Грузии, России (которая озаглавила свои действия как «операцию по принуждению к миру»), Южной Осетии и Абхазии. Пятидневная война имела значительные геополитические, экономические и иные последствия. Россия официально признала Южную Осетию и Абхазию в качестве независимых государств, после чего Грузия разорвала дипломатические отношения с Россией и вышла из СНГ. С 5 марта 2009 года по настоящее время отношения между двумя странами поддерживаются на уровне секций интересов, действующих при швейцарских посольствах в Москве и Тбилиси.
11 октября 2010 года президент Грузии Михаил Саакашвили подписал указ, по которому для граждан России, которые прописаны в Чечне, Ингушетии, Северной Осетии, Дагестане, Кабардино-Балкарии, Карачаево-Черкесии и Адыгее, вводился 90-дневный безвизовый режим. МИД России решение грузинских властей объявить в одностороннем порядке о введении безвизового режима для проживающих на Северном Кавказе граждан РФ расценил как провокацию.
В феврале 2012 года Грузия ввела безвизовый режим для краткосрочных поездок россиян в Грузию (до 90 дней).
С 15 мая 2023 года Россия отменила визовый режим для граждан Грузии. Вместе этим была восстановлено прямое авиасообщение между странами. 10 октября 2024 года президент России Владимир Путин распространил безвизовый режим на граждан Грузии, прибывающих «в РФ в целях осуществления трудовой деятельности либо на срок более 90 дней для временного пребывания в РФ, в том числе в целях получения образования».
См. также
- Грузино-абхазский конфликт
- Южная Осетия — история конфликта
- Южноосетинский конфликт
- Внешняя политика Грузии
- Винный скандал (2006)
- Российско-грузинский шпионский скандал (2006)
- Конфликт в Кодорском ущелье (2006)
- Война в Грузии (2008)

### Абхазия
Абхазия была признана Россией как суверенное государство 26 августа 2008 года сразу после Южноосетинского конфликта. Дипломатические отношения между странами установились 9 сентября 2008 года.

### Украина

Резолю́ция Генера́льной Ассамбле́и ООН ES-11/1 «Агре́ссия про́тив Украи́ны»
За: 141
Против: 5
Воздержались: 35
Отсутствовали: 12
Не члены

Резолю́ция Генера́льной Ассамбле́и ООН ES-11/4 «Территориа́льная це́лостность Украи́ны»
За: 143
Против: 5
Воздержались: 35
Отсутствовали: 10
Не члены

Отношения между государствами резко обострились в связи с событиями вокруг подписания договора об ассоциации Украины с Евросоюзом в 2014 году во время Евромайдана. 23 февраля после отстранения от власти президента Виктора Януковича Россия отозвала из Киева своего посла Михаила Зурабова, а позднее предоставила убежище Виктору Януковичу. 17 марта 2014 года в связи с аннексией Крыма посол Украины в России В. Ю. Ельченко был отозван в Киев «для консультаций» и уже не возвращался, а 15 апреля 2014 года украинский парламент принял закон, признающий территорию Крыма временно оккупированной территорией Украины. 27 января 2015 года Верховная рада Украины приняла постановление, в котором действия России в Крыму и Донбассе были квалифицированы как агрессия в отношении Украины, а в утверждённой в сентябре 2015 года новой военной доктрине Украины Россия была объявлена её военным противником.
24 февраля 2022 года российская армия вторглась на территорию Украины, начав самый крупный военный конфликт в Европе со времён Второй мировой войны. Украина разорвала дипломатические отношения с Россией.
- Договор о дружбе, сотрудничестве и партнёрстве между Российской Федерацией и Украиной (1997)
- Харьковские соглашения (2010)

### Таджикистан
- Дело об аресте лётчиков в Таджикистане (2011)

### Туркменистан
- Внешняя политика Туркменистана

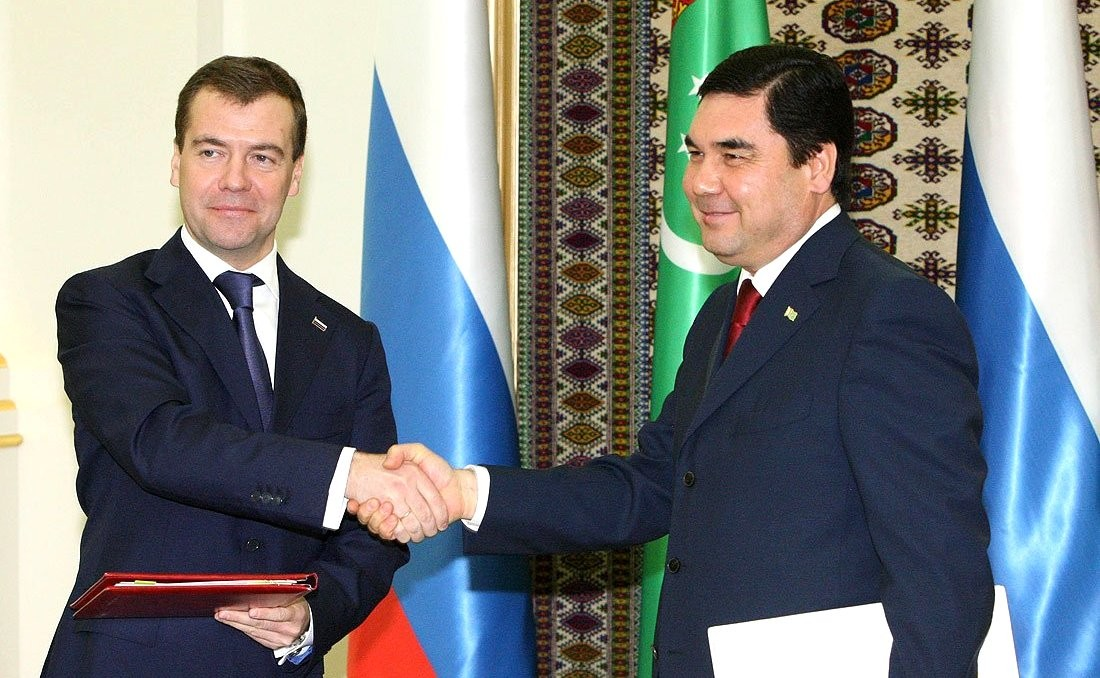
Дмитрий Медведев и Президент Туркменистана Гурбангулы Бердымухамедов

- Газовый конфликт между Россией и Туркменистаном

### Узбекистан
См. также: ОДКБ

## Ближний Восток

### Турция
Российско-турецкие дипломатические отношения были установлены в 1701 году, когда в Константинополе открылось посольство России. Двусторонние межгосударственные связи, однако, насчитывают более пяти веков — историки ведут отсчёт от послания князя Ивана III по вопросам морской торговли, направленному 30 августа 1492 года османскому султану Баязету II.
По данным[каким?] от 2015 года, Турция является пятым по величине торговым партнёром России. В 2014 году суммарный торговый оборот между Турцией и Россией составил почти $44 млрд, по этому показателю Турция превосходит Белоруссию, Казахстан и Украину.
Отношения между двумя странами значительно ухудшились после инцидента в ноябре 2015 года, когда турецкий боевой самолёт F-16 сбил российский самолёт Су-24. Действия Турции вызвали резко негативную реакцию России. После инцидента с российским бомбардировщиком Владимир Путин 28 ноября 2015 года подписал «Указ о мерах по обеспечению национальной безопасности России и защите граждан России от преступных и иных противоправных действий и о применении специальных экономических мер в отношении Турции». Россия ввела эмбарго на экспорт всех видов продукции и рабочей силы из Турции. Были закрыты чартерные рейсы в Турцию, российским турфирмам запретили продавать путёвки на турецкие курорты. Были закрыты или заморожены многие совместные международные проекты, включая «Турецкий поток», был отменён безвизовый режим между двумя странами.
Отношения России с Турцией были практически заморожены до тех пор, пока Реджеп Тайип Эрдоган 27 июня 2016 года не принёс российской стороне извинения, которые Владимир Путин принял. В августе 2016 года между военными ведомствами России и Турции начались активные переговоры, завершившиеся подписанием в январе 2017 года меморандума о предотвращении инцидентов и обеспечении безопасности полётов авиации в ходе операции в Сирии. С 2016 года Россия, Иран и Турция взяли на себя посреднические функции по контролю за режимом прекращения огня и мирному урегулированию в Сирии. Посредники инициировали «астанинский процесс» мирного урегулирования, было проведено несколько саммитов «астанинской тройки», регулярный характер приняли двусторонние встречи лидеров России и Турции. 17 сентября 2018 года по итогам очередных переговоров между президентами России и Турции был подписан меморандум о стабилизации обстановки в сирийской провинции Идлиб и создании демилитаризованной зоны вдоль линии соприкосновения сирийских войск и вооружённой оппозиции. 22 октября 2019 года Владимир Путин и Реджеп Тайип Эрдоган на переговорах в Сочи закрепили новые зоны влияния на северо-востоке Сирии и договорились о совместном патрулировании территории вдоль сирийско-турецкой границы.

### Палестина — Хамас
9 февраля 2006 года российский президент Владимир Путин заявил о намерении пригласить руководство группировки «Хамас», победившей на парламентских выборах в Палестине, в Москву на переговоры. Это предложение вызвало неоднозначные отклики в США и Евросоюзе.
США, которые наряду с Россией, Евросоюзом и ООН входят в так называемый ближневосточный «квартет», направили в Россию просьбу уточнить российские намерения в отношении этих переговоров, поскольку на последней встрече «квартета» 30 января 2006 года российская сторона ничего о своих планах не сообщала.
В Израиле инициатива Владимира Путина вызвала возмущение. МИД Израиля заявил, что Россия фактически выступила вразрез с позицией «квартета», который сформулировал предварительные условия для начала диалога с «Хамасом»: признание им государства Израиль и всех палестино-израильских соглашений, а также отказ от террора. Ни одно из этих условий до сих пор не выполнено. В Израиле дают понять, что заявленная позиция России может привести не к повышению, а к резкому снижению её посреднической роли в ближневосточном урегулировании.
Франция стала единственной крупной европейской страной, которая одобрила предложение Владимира Путина, полагая, что оно может способствовать продвижению позиций «квартета» ближневосточных посредников и привести «Хамас» на позиции, позволяющие создать рядом два государства — палестинское и израильское — живущие в мире и безопасности.
Делегация движения «Хамас» во главе с председателем политбюро Халедом Машалем прибыла в Москву 3 марта 2006 года. Уже в аэропорту Халед Машаль предупредил, что выполнять главное требование России и Запада — признавать Израиль — «Хамас» не собирается.
Для «Хамаса» сам факт визита в Москву и проведения переговоров изначально был намного важнее, чем достижение какого-либо результата. Российская сторона, похоже, также это понимала, поэтому самым высокопоставленным российским представителем на встрече стал глава МИДа Сергей Лавров. Он призвал «Хамас» к реформам, переходу к политической борьбе и полному отказу от силовых действий. Халед Машаль настаивал, чтобы делегацию принимал Владимир Путин, но в Кремле решили принять «Хамас» только в том случае, если в ходе переговоров будет достигнут некий прорыв.
Российская сторона ещё до переговоров отказалась от планировавшейся поставки в Палестину военно-транспортных вертолётов для высшего палестинского руководства и 50 бронетранспортёров БТР для палестинских спецслужб, заявив, что вначале надо получить согласие Израиля. В то же время Россия предоставит «Хамасу» финансовую помощь в размере 10 млн долларов.
Приглашение делегации «Хамаса» в Москву является ещё одной попыткой российского руководства доказать, что Россия умеет находить общий язык с политическими режимами, которые считаются изгоями — КНДР, Ираком, Ираном, Ливией, Сирией. Россия также рассчитывает таким образом добиться ослабления поддержки чеченских сепаратистов.
В начале апреля 2006 года, когда США и Евросоюз заявили о прекращении финансовой помощи Палестине, поскольку «Хамас» так и не отказался от террористических методов борьбы и не признал право Израиля на существование, глава российского МИДа Сергей Лавров заявил, что финансовый бойкот ПНА является ошибкой: «Нужно искать пути, которые позволили бы оказывать содействие палестинцам транспарентно, проверяемо на цели жизнеобеспечения палестинских территорий, на цели поддержания в нормальном состоянии инфраструктуры, недопущения гуманитарной катастрофы».
МИД России 4 мая 2006 года сообщил, что правительство приняло решение оказать неотложную финансовую помощь Палестинской национальной администрации в размере $10 млн, учитывая «обостряющуюся социально-экономическую и гуманитарную ситуацию на палестинских территориях». В сообщении МИД заявлено, что финансовая помощь оказана «с учётом согласованных в ближневосточном „квартете“ подходов». Средства должны расходоваться исключительно на обеспечение социальных и гуманитарных нужд палестинского населения.

### Ливан и Сирия
- Военная операция России в Сирии (с 2015)

## Дальний Восток

### Китай
- См. также Внешняя политика Китая
- Об истории вопроса см. также История Китая — Цинский Китай и Россия

### Корейский полуостров
КНДР
Республика Корея

### Япония
Правительство Бориса Ельцина, пришедшее к власти в 1991 году, продолжало занимать твёрдую позицию относительно российского суверенитета над Курильскими островами и отвергало их возвращение Японии, что в свою очередь мешало подписанию мирного договора между странами. Несмотря на некоторую техническую и финансовую помощь со стороны Японии, отношения двух стран оставались на низком уровне. В октябре 1992 года российский президент Борис Ельцин в ходе визита в Японию подтвердил готовность России следовать советскому предложению 1956 года передать Японии остров Шикотан и группу Хабомаи взамен на подписание мирного договора. Также Ельцин извинился перед Японией за плохое обращение с японскими военнопленными после окончания Второй мировой войны.
Несмотря на отсутствие между странами мирного договора, между государствами ведётся активное сотрудничество в области совместного производства товаров народного потребления, совместного экономического освоения природных ресурсов Дальнего Востока. Между Россией и Японией действует соглашение по безвизовому обмену граждан, предусматривающее посещение жителями Японии Курильских островов, а также посещение Японии гражданами России, проживающими на территории Курильских островов.

## Россия — КНР — Индия
Идею создания стратегического треугольника Россия — Индия — Китай первым из известных политических деятелей выдвинул ещё в 1998 году российский премьер-министр Евгений Примаков. Не в состоянии остановить готовившуюся операцию НАТО против Югославии, Примаков призвал к сотрудничеству трёх стран как своего рода противодействию однополярности в мире. Потребовалось, однако, несколько лет для того, чтобы это предложение было поддержано дипломатами.
Первые трёхсторонние встречи в этом формате состоялись в Нью-Йорке в период сессий Генеральной ассамблеи ООН в 2002 и 2003 годах, а в 2004 году — в Алма-Ате, в ходе Совещания по взаимодействию и мерам доверия в Азии. В июне 2005 года встреча министров иностранных дел России, Китая и Индии впервые состоялась на территории одного из трёх государств «треугольника» — во Владивостоке.
Взаимодействие трёх государств, суммарное население которых составляет 40 % населения земного шара, позволяет повысить международный вес каждой из них. Судя по заявлениям лидеров трёх стран, их сотрудничество не направлено против кого бы то ни было, но в то же время оно призвано сделать мир многополярным и способствовать демократизации миропорядка.
Каждое из государств, по-видимому, преследует, помимо общих, ещё и индивидуальные интересы:
- Индия и Китай рассчитывают получить доступ к российским энергоносителям — нефти и газу;
- Россия подчёркивает важность практического сотрудничества в борьбе с международным терроризмом, наркотрафиком и другими новыми угрозами (особенно в зоне, прилегающей к территории всех трёх стран, — в Средней Азии, поскольку возможное усиление исламского экстремизма в этом регионе способно ударить по каждому из трёх государств);
- Индия рассчитывает на поддержку её стремления стать постоянным членом Совета Безопасности ООН; Россия и Китай согласны, что ООН нуждается в реформировании;
- Индия стремится войти в Шанхайскую организацию сотрудничества (ШОС) и играть более активную роль в Средней Азии.

Сотрудничество в рамках «треугольника» уже позволило начать процесс нормализации отношений между Китаем и Индией и урегулирования пограничных проблем. Полностью урегулированы пограничные вопросы между Китаем и Россией.
См. также: Внешняя политика Китая

## Юго-Восточная Азия
Индонезия
Таиланд
Бутан

### Вьетнам
В 2005 году товарооборот между Россией и Вьетнамом превысил 1 млрд долл. Большая часть российского экспорта — продукция чёрной металлургии (более 790 млн долл.), а также машины, оборудование и комплектующие к ним (14 %).
Россия заинтересована в участии российских предприятий в тендере по строительству первой вьетнамской АЭС и новой ГЭС «Шонла». Вьетнам, со своей стороны, предложил создать совместное предприятие с российской компанией «Силовые машины» для производства на территории Вьетнама электроэнергетического оборудования.
1 января 2009 года Вьетнам ввёл безвизовый режим для российских граждан на 15 дней.

## Африка
Саммиты «Россия — Африка»:
- Первый саммит «Россия — Африка» прошёл 23-24 октября 2019 года в Сочи, его сопредседателями стали Россия и Египет. Были приглашены руководители всех 54 государств континента; прибыли делегации всех стран Африки, более 40 представлены на уровне первых лиц[207][208][209][210]. Общая сумма контрактов, подписанных с африканскими странами и компаниями, составила 800 млрд рублей[211][212].
- Второй саммит «Россия — Африка» состоялся 27-28 июля 2023 г. (ранее был запланирован на ноябрь 2022[213]). Его посетили представители 49 из 54 стран Африки, из которых 27 — первые либо вторые лица государств. Также форум посетили руководители «Африканского союза» и ряда других организаций континента[214]. Пресс-секретарь Кремля Дмитрий Песков отметил «вопиющее» давление США и других стран на руководство стран Африки, чтобы не допустить их активного участия в форуме[214][215].
- также: сессии «Россия — Африка: от программных установок к практическим результатам» в рамках форума «Примаковские чтения»[216]

В 2020-х годах влияние России на страны Африки усилилось. Основной причиной этого стало успешное военное сотрудничество с рядом африканских стран.
Согласно исследованию Африканского центра стратегических исследований (2023), в наибольшей степени российское влияние проявляется в ЦАР, Мали, Судане и Зимбабве.

По мнению бывшего командующего силами НАТО в Европе Джеймса Ставридиса, расширяя своё присутствие в Африке, Россия преследует несколько целей. Среди них: усиление влияния в международных организациях, например, в ООН, где страны континента обладают 54 голосами; налаживание более тесного сотрудничества с местными сырьевыми центрами для создания синергетического эффекта и манипулирования ценами на критически важные ресурсы; минимизирование влияния США в данном регионе. Для реализации этого, Владимир Путин использует «горькое наследие» европейской колонизации Африки, последствия сопротивления Запада независимости её государств, а также участия ЦРУ во многих внутренних конфликтах на континенте.
Турне главы МИД РФ С. Лаврова по Африке (Египет, Республика Конго, Уганда, Эфиопия) в конце июля 2022 года, первое с начала вторжения на Украину. 
Январь 2023: новое турне Лаврова по Африке (ЮАР, Эсватини, Ангола, Эритрея) и, далее, второе — в феврале (Мали, Мавритания и Судан)
и третье — в мае-июне (Кения, Бурунди, Мозамбик, ЮАР) — совещание министров иностранных дел стран группы БРИКС).

### Египет
Дипломатические отношения между Египтом и СССР были установлены 26 августа 1943 года.
В 1950-х — 60-х годах Египет был важнейшим партнёром Советского Союза на Ближнем Востоке, СССР поставлял туда огромное количество вооружения и военной техники. В начале 70-х при президенте Анваре Садате, сделавшего ставку на США (см. Кэмп-Дэвидские соглашения), произошла смена политического курса, и отношения между странами заметно охладились, вплоть до высылки из Каира в сентябре 1981 года советского посла.
Потепление отношений началось в середине 80-х, благодаря личному участию президента Хосни Мубарака.
26 декабря 1991 года Египет признал Российскую Федерацию в качестве правопреемницы СССР.

### Алжир
Некоторые европейские страны выражают озабоченность укрепляющимся сотрудничеством России и Алжира, указывая на то, что эти две страны обеспечивают значительную долю энергопоставок в Европу. Кроме того, Россия и Алжир (наряду с Ираном и Катаром) считаются основными участниками потенциального газового картеля — так называемой «газовой ОПЕК» — объединения производителей природного газа (в настоящее время координация действий стран-производителей газа осуществляется в рамках Форума стран-экспортёров газа).
Экономическое сотрудничество:

Торговый оборот между Россией и Алжиром составил (2005 год) 365 млн долл., причём 361 млн пришёлся на российский экспорт.
Россия поставляет в Алжир зерно, металл, трубы, продукцию машиностроения.
С 2000 года Россия играет заметную роль в развитии топливно-энергетического комплекса Алжира.
В ноябре 2002 года Россия вывела на орбиту алжирский спутник ALSAT-1.
Военно-техническое сотрудничество:
В марте 2006 года Россия подписала с Алжиром контракт на поставку военной техники на сумму 7,5 млрд долл. (почти 80 истребителей (МиГ-29, Су-30, Як-130), 8 дивизионов ЗРК С-300, противотанковые комплексы «Метис» и «Корнет», 300 танков Т-90) в обмен на списание алжирского долга.
Также, совместные военные учения Алжира и России.

## Латинская Америка
Среди министров иностранных дел СССР Южную Америку посещал лишь Эдуард Шеварднадзе.
Затем, будучи на посту главы МИД, Евгений Примаков в мае 1996 года нанес визиты в Мексику, на Кубу и в Венесуэлу, в ноябре 1997 года — в Бразилию, Аргентину, Колумбию и Коста-Рику.
В 2003 году страны Латинской Америки посетил министр иностранных дел России Игорь Иванов.
Ключевым партнёром России в Южной Америке является Бразилия.
На страны Латинской Америки приходится около 4 % общего товарооборота России (около 6 млрд долл. в 2002 году);
более 96 % бананов, 93 % сахара-сырца, 68 % апельсинового сока импортируется в Россию из стран Латинской Америки.
Бразилия
Куба
Современные отношения между Россией (СССР) и Кубой были восстановлены в 1959 года, после кубинской революции. На время Холодной войны Куба стала главным союзником СССР в западном полушарии, «непотопляемым советским авианосцем у берегов США». После распада Советского Союза помощь Кубе прекратилась, и на острове началась гуманитарная катастрофа.
Мексика

## Россия и международные организации

### Россия и НАТО
С договорно-правовой точки зрения отношения между РФ и НАТО базируются на Основополагающем акте о взаимных отношениях, сотрудничестве и безопасности между Россией и НАТО, подписанном 27 мая 1997 года в Париже.
Политическое сотрудничество между Россией и НАТО осуществляется в рамках Совета Россия — НАТО, созданного в 2002 году. Соответствующий договор подписали В. Путин и лидеры 19 стран НАТО в Риме. В то время европейские лидеры утверждали, что в отношениях между Россией и НАТО наступает качественно новый этап и «холодная война» окончательно завершилась.
По словам бывшего генерального секретаря НАТО Джорджа Робертсона, Путин выразил заинтересованность в присоединении России к оборонному альянсу вскоре после того как стал президентом. Когда Робертсон объяснил ему, что страны-члены обычно подают заявку на членство, Путин отказался подчиниться, ответив: «Мы не стоим в одном ряду со многими странами, которые не играют никакой роли».
В апреле 2005 года было подписано соглашение о правовом статусе вооружённых сил стран НАТО и государств — участников программы «Партнёрство ради мира», которое, в частности, разрешает транзит войск НАТО через российскую территорию. Это имеет целью облегчить проведение совместных миротворческих и антитеррористических операций.
В то же время, несмотря на регулярные политические контакты на высоком уровне, в практическом смысле Россия и НАТО остаются друг для друга второстепенными партнёрами.
Россия ничем не может помешать расширению НАТО на восток — уже осенью 2002 года НАТО вопреки возражениям России приняло в свои ряды семь новых членов. После вступления в НАТО Эстонии, Латвии и Литвы происходит углубление сотрудничества НАТО с Молдавией, Украиной, Грузией и Азербайджаном. 
27 апреля 2006 года на встрече министров иностранных дел стран НАТО представитель генерального секретаря НАТО Джеймс Аппатурай заявил, что все члены альянса поддерживают скорейшую интеграцию Украины в НАТО. Россия, со своей стороны, выразила обеспокоенность этим развитием событий. Как заявил официальный представитель российского МИДа Михаил Камынин, «де-факто речь пойдёт о серьёзном военно-политическом сдвиге, затрагивающем интересы России, который потребует значительных средств на соответствующую переориентацию военных потенциалов, реорганизацию системы военно-промышленных связей. Могут быть затронуты договорённости в сфере контроля над вооружениями». В том же году на саммите НАТО в Риге было подтверждено, что альянс готов продолжить расширение.
В начале декабря 2007 года на встрече глав министерств иностранных дел 26 стран — членов НАТО генеральный секретарь НАТО Яап де Хооп Схеффер заявил, что уже в апреле 2008 года на саммите в Бухаресте будет принято решение о приёме в НАТО новых членов — наиболее вероятными кандидатами считают Хорватию, Албанию, Македонию и Грузию.
НАТО планирует размещение новых военных баз в Болгарии и Румынии, невзирая на позицию России. США планируют размещение элементов своей ПРО на территории Польши и Чехии.
В ответ на эти действия российский президент В. Путин 13 июля 2007 года подписал Указ «О приостановлении Российской Федерацией действия Договора об обычных вооружённых силах в Европе и связанных с ним международных договоров» (более подробно см. статью ДОВСЕ).

## Экономические санкции
В декабре 2006 года Госдума России приняла закон «О специальных экономических мерах», который даёт Президенту право вводить различные экономические санкции против других государств. Разработка законопроекта была начата в октябре 2006 года в ходе обострения российско-грузинских отношений после встречи президента Владимира Путина с лидерами думских фракций.
Первоначально в ходе разработки законопроекта предполагалось, что санкции могут вводиться лишь в случае «международной чрезвычайной ситуации», которая была определена как «совокупность обстоятельств, представляющих угрозу здоровью, правам и свободам человека и гражданина и безопасности государства». Такая ситуация могла возникнуть «во взаимоотношениях с органами власти иностранного государства и их должностными лицами, юридическими и физическими лицами этого государства, а также лицами без гражданства, проживающими на территории этого государства».
В окончательном тексте закона говорится, что специальные экономические меры могут быть применены «в случае возникновения совокупности обстоятельств, требующих безотлагательной реакции на международно-противоправное деяние либо недружественное действие иностранного государства или его органов и должностных лиц, представляющие угрозу интересам и безопасности РФ и (или) нарушающие права и свободы её граждан».
Решение о вводе санкций принимает Президент на основе предложений Совета безопасности РФ с уведомлением Парламента. Он же устанавливает срок применения санкций. Конкретные санкции устанавливает Правительство. Санкциями может приостанавливаться реализация всех или части программ экономической, технической помощи, а также военно-технического сотрудничества.

Россия.
Страны, куда можно въехать как по заграничному, так и по общегражданскому паспорту.
Страны с безвизовым режимом по отношению к России или те, где виза ставится бесплатно по приезде. Въехать в эти страны можно только по заграничному паспорту.
Страны, где виза ставится в загранпаспорт прямо в аэропорту по прилёте (либо на границе) и за неё взимается сбор. В некоторых странах требуется регистрация в Интернете или наличие с собой фотографий для получения визы на границе.
Страны, где кроме оплаты визового сбора требуются какие-либо дополнительные документы (например, в Африке — сертификаты прививки от жёлтой лихорадки), приглашения или действуют особые правила для визы по прилёте.
Страны, где без наличия предварительно оформленной визы разрешено пройти пограничный контроль с целью осуществления транзита или просто покинуть зону аэропорта на некоторое время.
Страны Шенгенской Зоны, а также другие страны, разрешающие въезд с целью пребывания при наличии Шенгенской визы.
Другие страны, для которых требуется предварительное получение визы в общем порядке.

## Энергетическая политика
см. Нефтегазовый комплекс России